# Yehuecauhceratops
Yehuecauhceratops (que significa "cara com chifres antigo") é um gênero de dinossauro centrossauríneo do Cretáceo Superior de Coahuila, México. Contém uma única espécie, Y. mudei, descrita a partir de dois espécimes parciais por Rivera-Sylva et al. em 2016 e formalmente nomeado por Rivera-Sylva et al. em 2017. Era um pequeno centrossauríneo com um comprimento de corpo de três metros, tornando-o menor que Agujaceratops e Coahuilaceratops, os outros dois ceratopsídeos em seu ambiente; os três podem ter sido ecologicamente segregados. Uma crista com uma única projeção rugosa perto da parte inferior do osso escamoso, que provavelmente suportava um pequeno chifre, permite que Yehuecauhceratops seja distinguido de outros centrossauríneos. Suas afinidades com centrossauríneos da tribo Nasutoceratopsini, como Avaceratops e Nasutoceratops, são apoiadas por várias semelhanças morfológicas com o primeiro.

## Descoberta

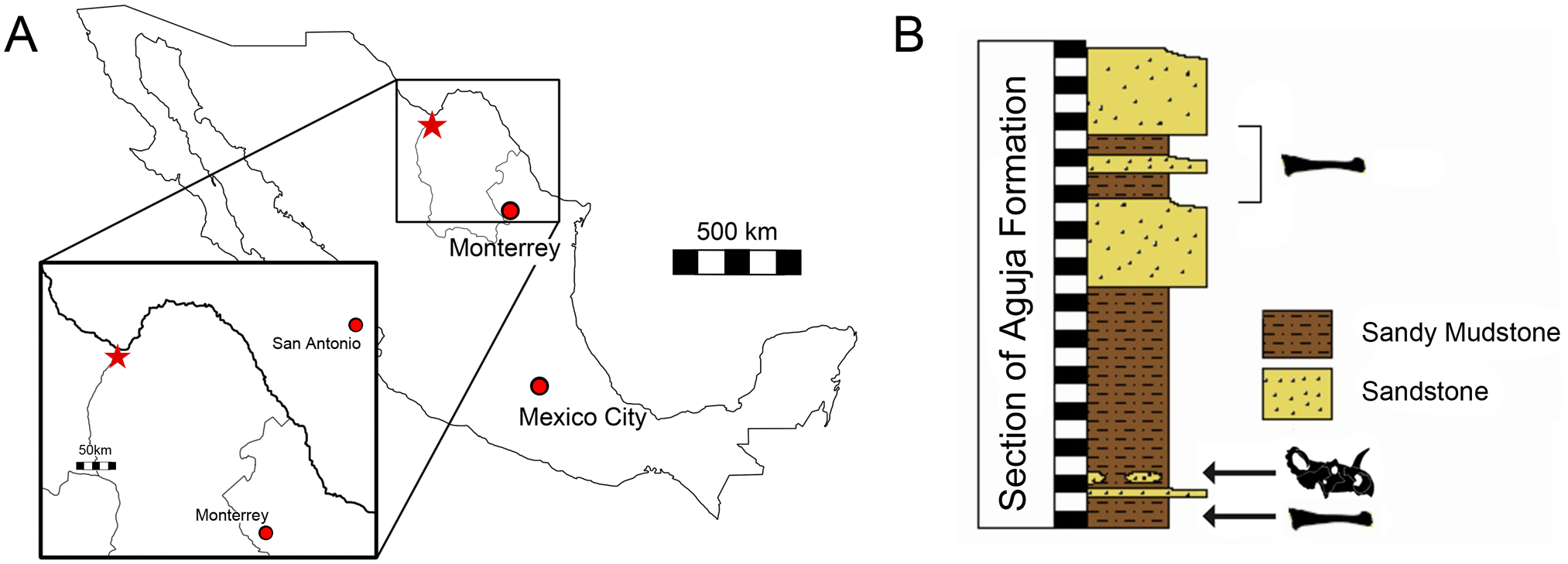
Mapas mostrando onde os espécimes foram encontrados

Espécimes de Yehuecauhceratops foram recuperados durante escavações de 2007 a 2011 em uma localidade perto da cidade de La Salada, em Ocampo, Coahuila, México, cerca de 23,3 quilômetros (14,5 milhas) ao sul do Parque Nacional de Big Bend, no Texas. As rochas expostas nesta localidade pertencem à Formação Aguja, data do estágio Campaniano, embora seja difícil estabelecer sua localização precisa dentro do alcance temporal da formação. Espécimes atribuídos a Yehuecauhceratops são armazenados na coleção paleontológica do Museo del Desierto.
O holótipo de Yehuecauhceratops recebeu o número de espécime CPC 274. Consiste em um escamoso esquerdo quase completo, três fragmentos do parietal, um fragmento da pré-maxila e do dentário, uma escápula e fêmur completos, a porção do ílio na frente do acetábulo e parte de uma vértebra dorsal com a espinha neural quebrada. Partes das costelas, fragmentos dos tendões ossificados que sustentavam a cauda e fragmentos diversos também são conhecidos. Além disso, há um fragmento tibial muito pequeno para pertencer ao CPC 274; este segundo espécime, não referido em 2017, foi rotulado com o número de espécime CPC 1478.
Embora esses dois espécimes tenham sido descritos inicialmente por Rivera-Sylva et al. em 2016 como um centroaurino indeterminado, eles foram formalmente nomeados em 2017 por Héctor Eduardo Rivera-Sylva, Eberhard Frey, Wolfgang Stinnesbeck, José Rubén Guzmán-Gutiérrez e Arturo Homero González-González, com base nos caracteres diagnósticos no escamosal. O nome genérico Yehuecauhceratops, pronunciado "Ye-OO-ek-au-ceratops", é derivado da palavra Nahuatl yehuecauh ("antigo") e do sufixo grego ceratops ("rosto com chifres"). Enquanto isso, o nome específico mudei faz referência à sigla do Museo del Desierto (MUDE).

## Descrição

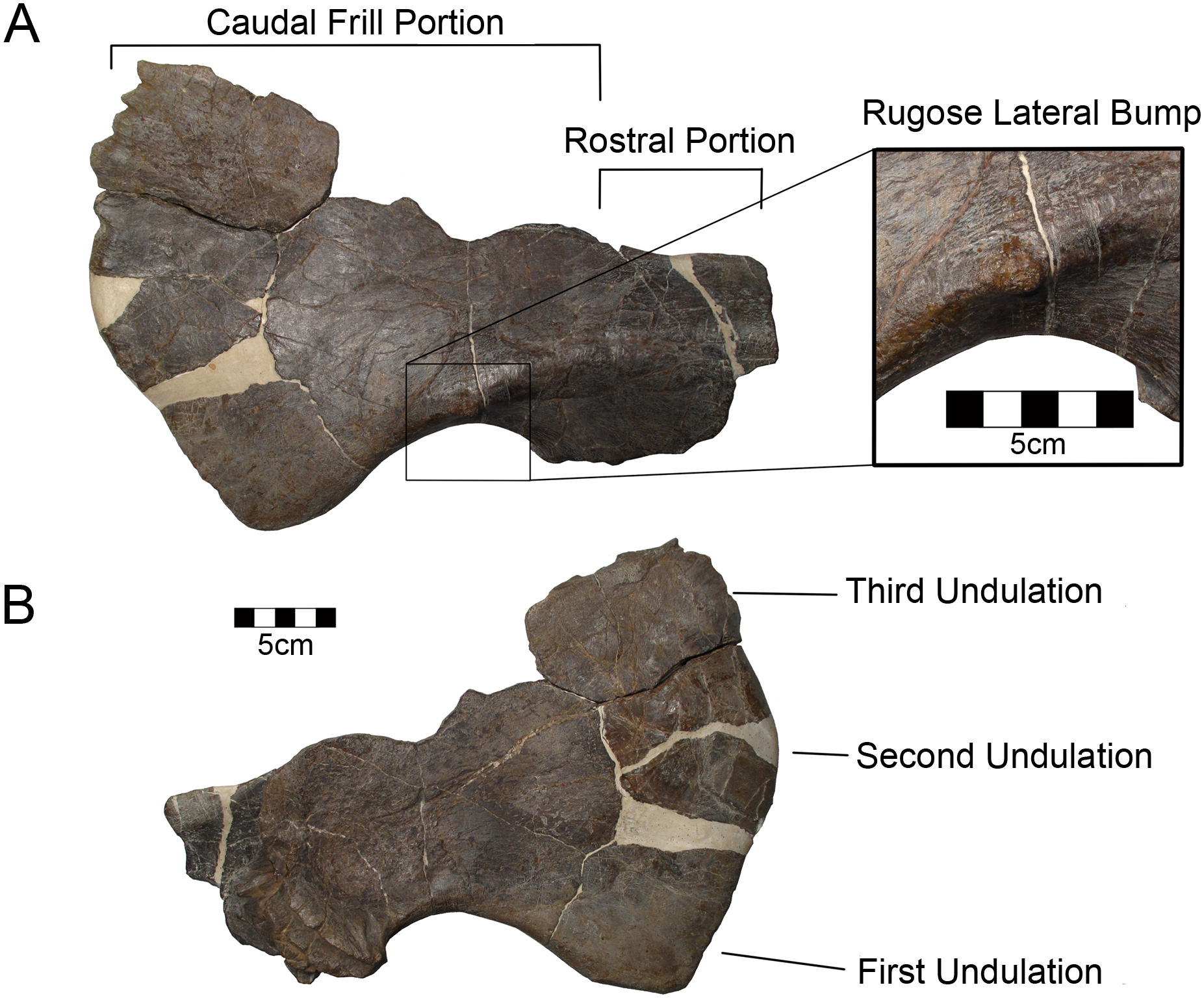
Esquamosal do holótipo

Yehuecauhceratops era um pequeno ceratopsídeo, com um comprimento de cerca de três metros. O espécime tipo era provavelmente um subadulto tardio ou adulto, a julgar pelo grau de fusão na vértebra.

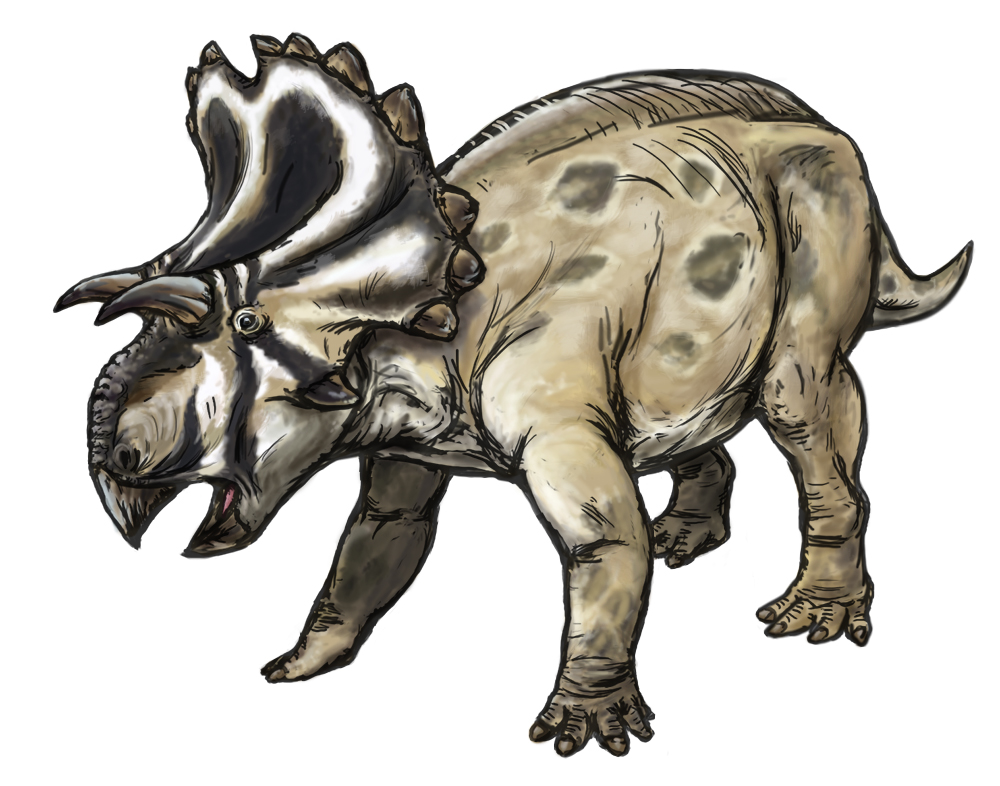
Restauração do animal em vida

### Material do crânio
O osso esquamosal de Yehuecauhceratops é o único elemento que permite distingui-lo com confiança de outros ceratopsídeos. Tem uma borda escalonada em sua fronteira com o parietal, que é característico de todos os centrossauríneos. Ao contrário de centrossauríneos mais derivados como Styracosaurus, Centrosaurus e Pachyrhinosaurus, mas mais semelhante a Avaceratops, o esquamosal é mais longo do que largo. A porção posterior expandida do esquamosal tem o dobro do comprimento do resto do osso. Em sua margem superior, o mesmo osso contribuiu para o contorno da fenestra supratemporal, a fenda na base do babado.
Ao longo da borda externa do esquamosal, existem três ondulações proeminentes que provavelmente suportam epiossificações, embora as epiossificações em si estejam ausentes. A segunda ondulação é desviada ligeiramente para cima como centrossauríneos mais derivados. Em Wendiceratops e centrossauríneos mais derivados, no entanto, existem pelo menos quatro ou cinco ondulações, em vez de três. Há uma crista que atravessa o esquamosal perto da parte inferior do osso; é menos proeminente do que em Nasutoceratops, e não se estende para a parte de trás do osso em forma de leque. Ao contrário de Avaceratops, Wendiceratops, e Albertaceratops, as três protuberâncias lisas ao longo do cume estão faltando; em vez disso, há apenas uma protuberância áspera perto do meio do cume, que provavelmente suportava um pequeno chifre. Estas duas características, a posição da crista e a protuberância única, são as autapomorfias de Yehuecauhceratops, características que permitem distingui-lo de outros membros de Centrosaurinae.
A julgar pelos fragmentos do parietal, era um osso relativamente liso. As peças maiores e mais espessas, que se originam perto do centro do babado, sugerem que Yehuecauhceratops provavelmente tinha fenestras relativamente pequenas, em contraste com a maioria dos outros membros de Centrosaurinae, mas não com Avaceratops. Uma epiossificação parietal é preservada; tem uma borda simples, em forma de meia-lua, não muito diferente das ondulações esquamosais em termos de sua forma, e sua superfície é áspera. Como Diabloceratops, Avaceratops, Xenoceratops e Nasutoceratops, esta epiossificação não é imediatamente adjacente ou sobreposta por outra epiossificação; em vez disso, há uma ondulação interna no osso próximo à epiossificação.

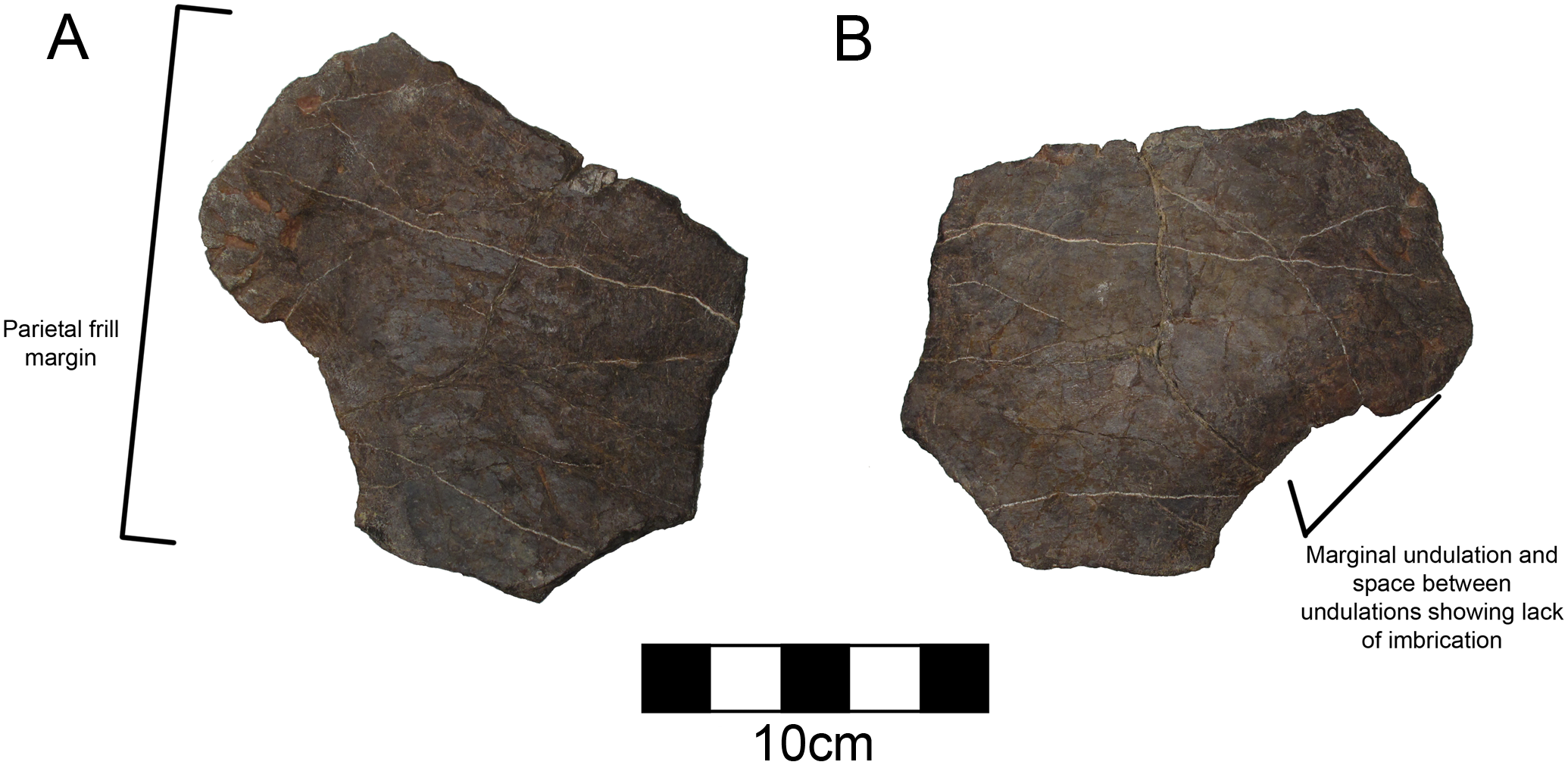
Fragmento parietal

Uma porção da pré-maxila contém a borda da narina; uma crista que se estende diagonalmente ao longo do osso é, como a de Diabloceratops, mais proeminente que a de Avaceratops. A superfície interna do osso foi rugosa, exceto pela porção superior ao redor da narina, que também é a parte mais espessa do osso. Um pedaço do dentário provavelmente vem do terço posterior da mandíbula, a julgar pela presença do processo coronóide da mandíbula. Ele preserva uma fileira de dentes, contendo seis alvéolos dentários com três dentes totalmente irrompidos, que foram deslocados em direção à linha média do animal a partir do centro do osso.

### Material pós-crânio

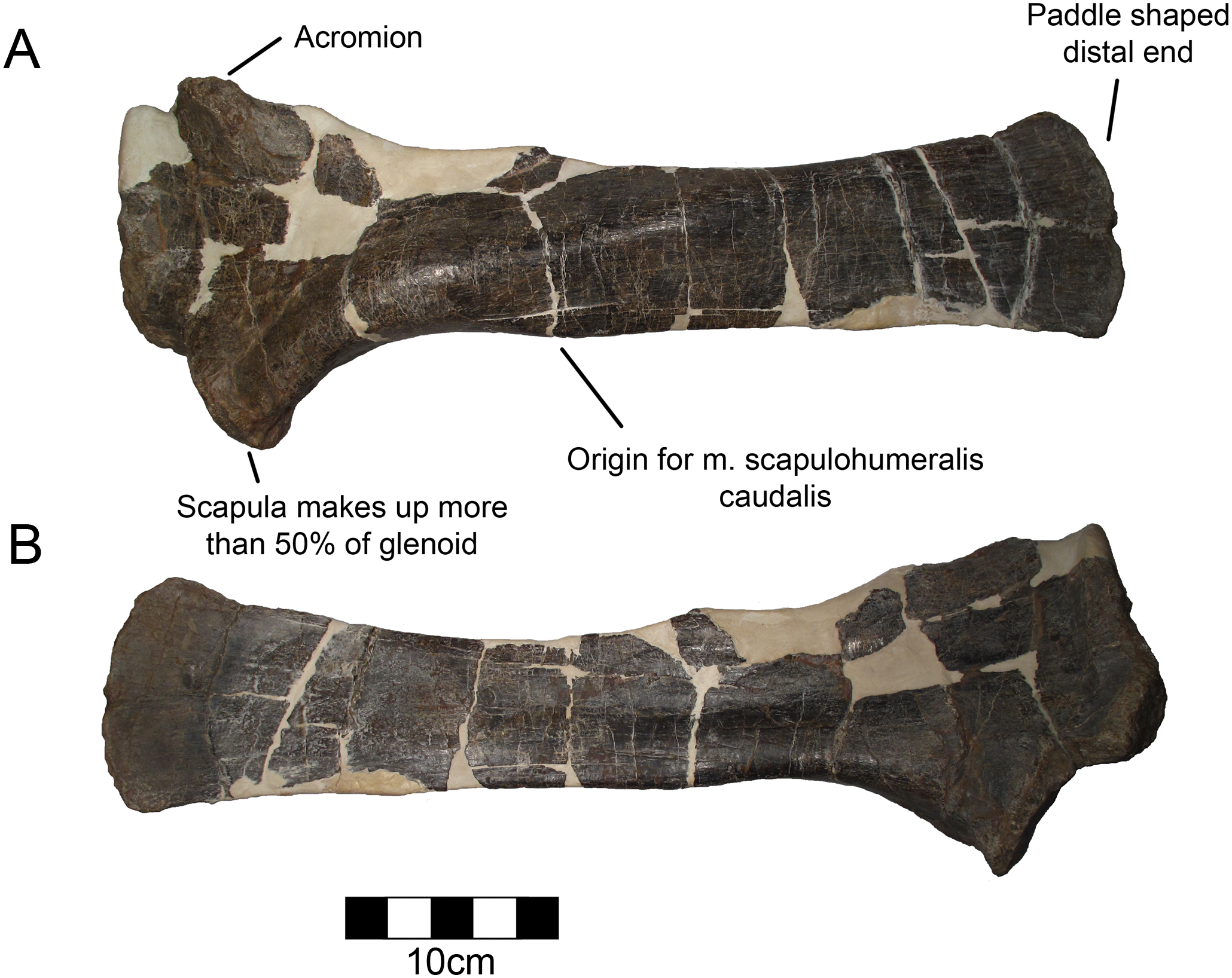
Escápula

Como é típico dos centrossauríneos, a escápula forma cerca de metade da articulação glenóide. Como outros ceratopsídeos, o acrômio era proeminente e muito áspero. Na borda inferior do osso, há um ângulo abrupto de 25° no ponto mais espesso do osso, em vez de uma curva gradual. A extremidade superior da escápula foi alargada para formar uma forma de remo, mais proeminente do que outros membros de Centrosaurinae. Como em outros ceratopsianos, o ílio foi fortemente desviado, com a porção desviada do osso sendo reta quando vista de cima.
O fêmur com eixo robusto é endireitado e minimamente curvado como em Avaceratops, embora parte disso possa ser um artefato de esmagamento. No fêmur, a cabeça femoral é arredondada e em forma de globo, o trocanter maior é separado e se eleva acima do nível da cabeça femoral, e o quarto trocanter forma uma crista proeminente como em outros centrossauríneos. A crista cnêmia da tíbia é expandida e tem cerca de 40% da largura da extremidade expandida do osso, que é semelhante ao Avaceratops.
Uma vértebra dorsal, que provavelmente vem de perto da transição pescoço-tronco a julgar pelo grande canal neural, tem bordas levemente comprimidas, com uma depressão em ambos os lados no nível do canal neural. As extremidades articulares da vértebra são arredondadas e côncavas em ambos os lados (ou anficoelosas). O próprio canal neural era cerca de 25% mais alto do que largo. O arco neural, que envolve o canal neural, está quase inteiramente fundido ao resto do osso; no entanto, um pequeno traço da sutura é ligeiramente visível em alguns lugares.

## Classificação

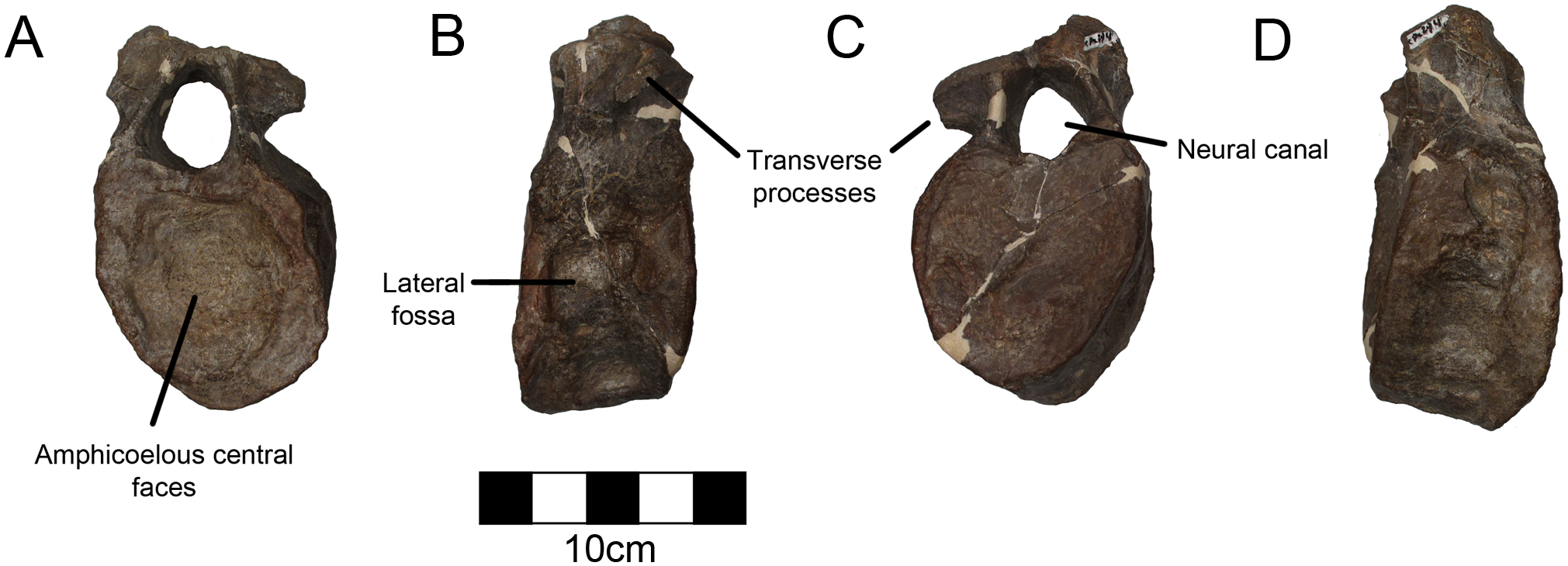
Vértebra dorsal

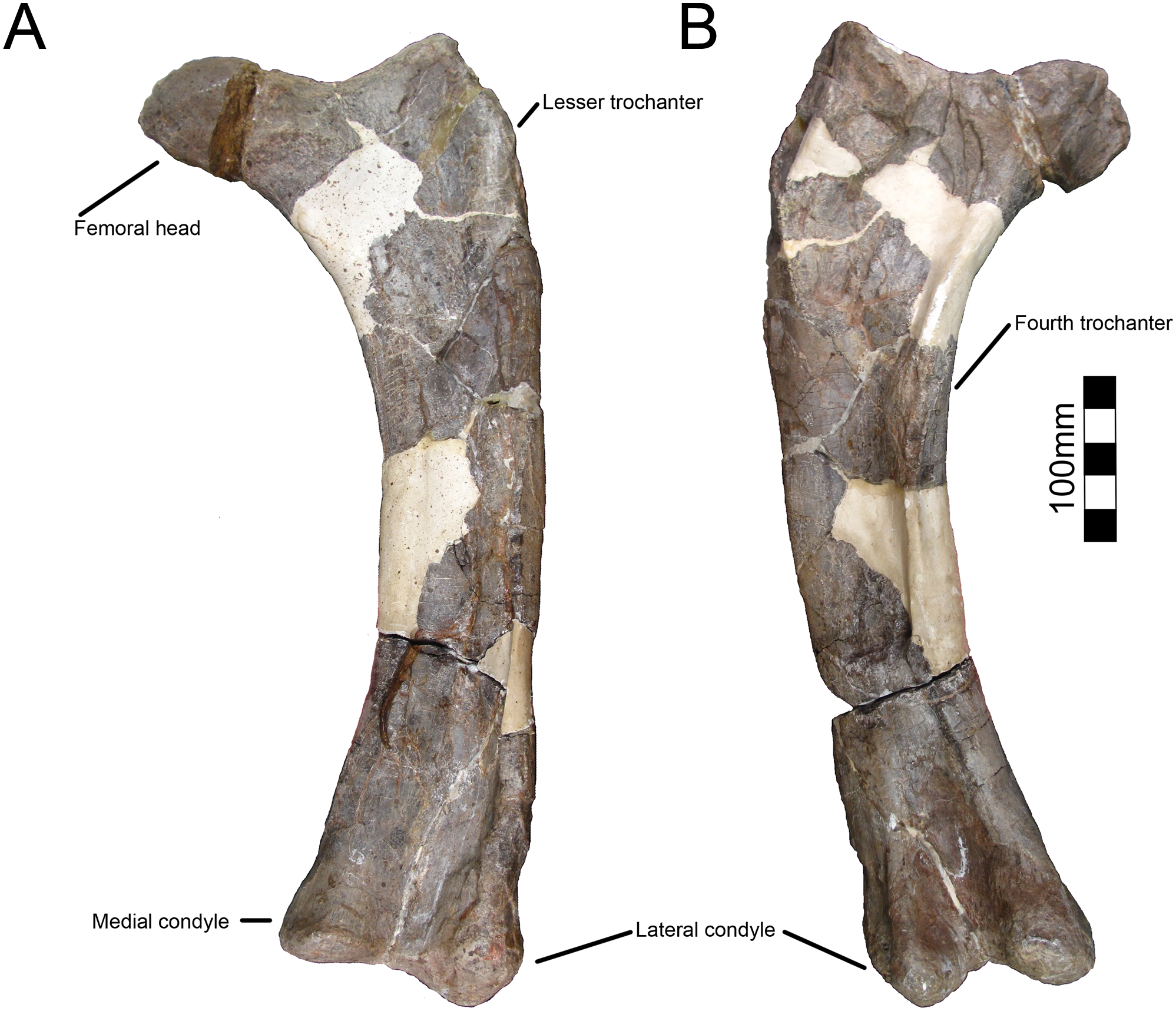
Fêmur

Uma análise filogenética realizada em 2016 descobriu que Yehuecauhceratops ocupava uma posição bastante basal no Centrosaurinae, estando no mesmo clado que Avaceratops e Nasutoceratops (um clado posteriormente denominado Nasutoceratopsini). De fato, Yehuecauhceratops e Avaceratops compartilham vários caracteres. O estrito consenso das árvores filogenéticas recuperadas pela análise é reproduzido no cladograma abaixo.
|  | Wendiceratops |
|  |               |
|  | Sinoceratops  |
|  |               |

|  | Rubeosaurus                                              |
|  |                                                          |
|  | Styracosaurus                                            |
|  |                                                          |
|  | Coronosaurus                                             |
|  |                                                          |
|  | \| \| Centrosaurus \| \| \| \| \| \| Spinops \| \| \| \| |
|  |                                                          |
|  | Centrosaurus                                             |
|  |                                                          |
|  | Spinops                                                  |
|  |                                                          |

|  | Centrosaurus |
|  |              |
|  | Spinops      |
|  |              |

|                  | Achelousaurus |
|                  | |
| Pachyrhinosaurus | \| \| Pachyrhinosaurus canadensis \| \| \| \| \| \| Pachyrhinosaurus lakustai \| \| \| \| \| \| Pachyrhinosaurus perotorum \| \| \| \| |
|                  | \| \| Pachyrhinosaurus canadensis \| \| \| \| \| \| Pachyrhinosaurus lakustai \| \| \| \| \| \| Pachyrhinosaurus perotorum \| \| \| \| |
|                  | Pachyrhinosaurus canadensis |
|                  | |
|                  | Pachyrhinosaurus lakustai |
|                  | |
|                  | Pachyrhinosaurus perotorum |
|                  | |

|  | Pachyrhinosaurus canadensis |
|  |                             |
|  | Pachyrhinosaurus lakustai   |
|  |                             |
|  | Pachyrhinosaurus perotorum  |
|  |                             |

|                  | Achelousaurus |
|                  | |
| Pachyrhinosaurus | \| \| Pachyrhinosaurus canadensis \| \| \| \| \| \| Pachyrhinosaurus lakustai \| \| \| \| \| \| Pachyrhinosaurus perotorum \| \| \| \| |
|                  | \| \| Pachyrhinosaurus canadensis \| \| \| \| \| \| Pachyrhinosaurus lakustai \| \| \| \| \| \| Pachyrhinosaurus perotorum \| \| \| \| |
|                  | Pachyrhinosaurus canadensis |
|                  | |
|                  | Pachyrhinosaurus lakustai |
|                  | |
|                  | Pachyrhinosaurus perotorum |
|                  | |

|  | Pachyrhinosaurus canadensis |
|  |                             |
|  | Pachyrhinosaurus lakustai   |
|  |                             |
|  | Pachyrhinosaurus perotorum  |
|  |                             |

|  | Rubeosaurus                                              |
|  |                                                          |
|  | Styracosaurus                                            |
|  |                                                          |
|  | Coronosaurus                                             |
|  |                                                          |
|  | \| \| Centrosaurus \| \| \| \| \| \| Spinops \| \| \| \| |
|  |                                                          |
|  | Centrosaurus                                             |
|  |                                                          |
|  | Spinops                                                  |
|  |                                                          |

|  | Centrosaurus |
|  |              |
|  | Spinops      |
|  |              |

|                  | Achelousaurus |
|                  | |
| Pachyrhinosaurus | \| \| Pachyrhinosaurus canadensis \| \| \| \| \| \| Pachyrhinosaurus lakustai \| \| \| \| \| \| Pachyrhinosaurus perotorum \| \| \| \| |
|                  | \| \| Pachyrhinosaurus canadensis \| \| \| \| \| \| Pachyrhinosaurus lakustai \| \| \| \| \| \| Pachyrhinosaurus perotorum \| \| \| \| |
|                  | Pachyrhinosaurus canadensis |
|                  | |
|                  | Pachyrhinosaurus lakustai |
|                  | |
|                  | Pachyrhinosaurus perotorum |
|                  | |

|  | Pachyrhinosaurus canadensis |
|  |                             |
|  | Pachyrhinosaurus lakustai   |
|  |                             |
|  | Pachyrhinosaurus perotorum  |
|  |                             |

|                  | Achelousaurus |
|                  | |
| Pachyrhinosaurus | \| \| Pachyrhinosaurus canadensis \| \| \| \| \| \| Pachyrhinosaurus lakustai \| \| \| \| \| \| Pachyrhinosaurus perotorum \| \| \| \| |
|                  | \| \| Pachyrhinosaurus canadensis \| \| \| \| \| \| Pachyrhinosaurus lakustai \| \| \| \| \| \| Pachyrhinosaurus perotorum \| \| \| \| |
|                  | Pachyrhinosaurus canadensis |
|                  | |
|                  | Pachyrhinosaurus lakustai |
|                  | |
|                  | Pachyrhinosaurus perotorum |
|                  | |

|  | Pachyrhinosaurus canadensis |
|  |                             |
|  | Pachyrhinosaurus lakustai   |
|  |                             |
|  | Pachyrhinosaurus perotorum  |
|  |                             |

|  | Wendiceratops |
|  |               |
|  | Sinoceratops  |
|  |               |

|  | Rubeosaurus                                              |
|  |                                                          |
|  | Styracosaurus                                            |
|  |                                                          |
|  | Coronosaurus                                             |
|  |                                                          |
|  | \| \| Centrosaurus \| \| \| \| \| \| Spinops \| \| \| \| |
|  |                                                          |
|  | Centrosaurus                                             |
|  |                                                          |
|  | Spinops                                                  |
|  |                                                          |

|  | Centrosaurus |
|  |              |
|  | Spinops      |
|  |              |

|                  | Achelousaurus |
|                  | |
| Pachyrhinosaurus | \| \| Pachyrhinosaurus canadensis \| \| \| \| \| \| Pachyrhinosaurus lakustai \| \| \| \| \| \| Pachyrhinosaurus perotorum \| \| \| \| |
|                  | \| \| Pachyrhinosaurus canadensis \| \| \| \| \| \| Pachyrhinosaurus lakustai \| \| \| \| \| \| Pachyrhinosaurus perotorum \| \| \| \| |
|                  | Pachyrhinosaurus canadensis |
|                  | |
|                  | Pachyrhinosaurus lakustai |
|                  | |
|                  | Pachyrhinosaurus perotorum |
|                  | |

|  | Pachyrhinosaurus canadensis |
|  |                             |
|  | Pachyrhinosaurus lakustai   |
|  |                             |
|  | Pachyrhinosaurus perotorum  |
|  |                             |

|                  | Achelousaurus |
|                  | |
| Pachyrhinosaurus | \| \| Pachyrhinosaurus canadensis \| \| \| \| \| \| Pachyrhinosaurus lakustai \| \| \| \| \| \| Pachyrhinosaurus perotorum \| \| \| \| |
|                  | \| \| Pachyrhinosaurus canadensis \| \| \| \| \| \| Pachyrhinosaurus lakustai \| \| \| \| \| \| Pachyrhinosaurus perotorum \| \| \| \| |
|                  | Pachyrhinosaurus canadensis |
|                  | |
|                  | Pachyrhinosaurus lakustai |
|                  | |
|                  | Pachyrhinosaurus perotorum |
|                  | |

|  | Pachyrhinosaurus canadensis |
|  |                             |
|  | Pachyrhinosaurus lakustai   |
|  |                             |
|  | Pachyrhinosaurus perotorum  |
|  |                             |

|  | Rubeosaurus                                              |
|  |                                                          |
|  | Styracosaurus                                            |
|  |                                                          |
|  | Coronosaurus                                             |
|  |                                                          |
|  | \| \| Centrosaurus \| \| \| \| \| \| Spinops \| \| \| \| |
|  |                                                          |
|  | Centrosaurus                                             |
|  |                                                          |
|  | Spinops                                                  |
|  |                                                          |

|  | Centrosaurus |
|  |              |
|  | Spinops      |
|  |              |

|                  | Achelousaurus |
|                  | |
| Pachyrhinosaurus | \| \| Pachyrhinosaurus canadensis \| \| \| \| \| \| Pachyrhinosaurus lakustai \| \| \| \| \| \| Pachyrhinosaurus perotorum \| \| \| \| |
|                  | \| \| Pachyrhinosaurus canadensis \| \| \| \| \| \| Pachyrhinosaurus lakustai \| \| \| \| \| \| Pachyrhinosaurus perotorum \| \| \| \| |
|                  | Pachyrhinosaurus canadensis |
|                  | |
|                  | Pachyrhinosaurus lakustai |
|                  | |
|                  | Pachyrhinosaurus perotorum |
|                  | |

|  | Pachyrhinosaurus canadensis |
|  |                             |
|  | Pachyrhinosaurus lakustai   |
|  |                             |
|  | Pachyrhinosaurus perotorum  |
|  |                             |

|                  | Achelousaurus |
|                  | |
| Pachyrhinosaurus | \| \| Pachyrhinosaurus canadensis \| \| \| \| \| \| Pachyrhinosaurus lakustai \| \| \| \| \| \| Pachyrhinosaurus perotorum \| \| \| \| |
|                  | \| \| Pachyrhinosaurus canadensis \| \| \| \| \| \| Pachyrhinosaurus lakustai \| \| \| \| \| \| Pachyrhinosaurus perotorum \| \| \| \| |
|                  | Pachyrhinosaurus canadensis |
|                  | |
|                  | Pachyrhinosaurus lakustai |
|                  | |
|                  | Pachyrhinosaurus perotorum |
|                  | |

|  | Pachyrhinosaurus canadensis |
|  |                             |
|  | Pachyrhinosaurus lakustai   |
|  |                             |
|  | Pachyrhinosaurus perotorum  |
|  |                             |

|  | Wendiceratops |
|  |               |
|  | Sinoceratops  |
|  |               |

|  | Rubeosaurus                                              |
|  |                                                          |
|  | Styracosaurus                                            |
|  |                                                          |
|  | Coronosaurus                                             |
|  |                                                          |
|  | \| \| Centrosaurus \| \| \| \| \| \| Spinops \| \| \| \| |
|  |                                                          |
|  | Centrosaurus                                             |
|  |                                                          |
|  | Spinops                                                  |
|  |                                                          |

|  | Centrosaurus |
|  |              |
|  | Spinops      |
|  |              |

|                  | Achelousaurus |
|                  | |
| Pachyrhinosaurus | \| \| Pachyrhinosaurus canadensis \| \| \| \| \| \| Pachyrhinosaurus lakustai \| \| \| \| \| \| Pachyrhinosaurus perotorum \| \| \| \| |
|                  | \| \| Pachyrhinosaurus canadensis \| \| \| \| \| \| Pachyrhinosaurus lakustai \| \| \| \| \| \| Pachyrhinosaurus perotorum \| \| \| \| |
|                  | Pachyrhinosaurus canadensis |
|                  | |
|                  | Pachyrhinosaurus lakustai |
|                  | |
|                  | Pachyrhinosaurus perotorum |
|                  | |

|  | Pachyrhinosaurus canadensis |
|  |                             |
|  | Pachyrhinosaurus lakustai   |
|  |                             |
|  | Pachyrhinosaurus perotorum  |
|  |                             |

|                  | Achelousaurus |
|                  | |
| Pachyrhinosaurus | \| \| Pachyrhinosaurus canadensis \| \| \| \| \| \| Pachyrhinosaurus lakustai \| \| \| \| \| \| Pachyrhinosaurus perotorum \| \| \| \| |
|                  | \| \| Pachyrhinosaurus canadensis \| \| \| \| \| \| Pachyrhinosaurus lakustai \| \| \| \| \| \| Pachyrhinosaurus perotorum \| \| \| \| |
|                  | Pachyrhinosaurus canadensis |
|                  | |
|                  | Pachyrhinosaurus lakustai |
|                  | |
|                  | Pachyrhinosaurus perotorum |
|                  | |

|  | Pachyrhinosaurus canadensis |
|  |                             |
|  | Pachyrhinosaurus lakustai   |
|  |                             |
|  | Pachyrhinosaurus perotorum  |
|  |                             |

|  | Rubeosaurus                                              |
|  |                                                          |
|  | Styracosaurus                                            |
|  |                                                          |
|  | Coronosaurus                                             |
|  |                                                          |
|  | \| \| Centrosaurus \| \| \| \| \| \| Spinops \| \| \| \| |
|  |                                                          |
|  | Centrosaurus                                             |
|  |                                                          |
|  | Spinops                                                  |
|  |                                                          |

|  | Centrosaurus |
|  |              |
|  | Spinops      |
|  |              |

|                  | Achelousaurus |
|                  | |
| Pachyrhinosaurus | \| \| Pachyrhinosaurus canadensis \| \| \| \| \| \| Pachyrhinosaurus lakustai \| \| \| \| \| \| Pachyrhinosaurus perotorum \| \| \| \| |
|                  | \| \| Pachyrhinosaurus canadensis \| \| \| \| \| \| Pachyrhinosaurus lakustai \| \| \| \| \| \| Pachyrhinosaurus perotorum \| \| \| \| |
|                  | Pachyrhinosaurus canadensis |
|                  | |
|                  | Pachyrhinosaurus lakustai |
|                  | |
|                  | Pachyrhinosaurus perotorum |
|                  | |

|  | Pachyrhinosaurus canadensis |
|  |                             |
|  | Pachyrhinosaurus lakustai   |
|  |                             |
|  | Pachyrhinosaurus perotorum  |
|  |                             |

|                  | Achelousaurus |
|                  | |
| Pachyrhinosaurus | \| \| Pachyrhinosaurus canadensis \| \| \| \| \| \| Pachyrhinosaurus lakustai \| \| \| \| \| \| Pachyrhinosaurus perotorum \| \| \| \| |
|                  | \| \| Pachyrhinosaurus canadensis \| \| \| \| \| \| Pachyrhinosaurus lakustai \| \| \| \| \| \| Pachyrhinosaurus perotorum \| \| \| \| |
|                  | Pachyrhinosaurus canadensis |
|                  | |
|                  | Pachyrhinosaurus lakustai |
|                  | |
|                  | Pachyrhinosaurus perotorum |
|                  | |

|  | Pachyrhinosaurus canadensis |
|  |                             |
|  | Pachyrhinosaurus lakustai   |
|  |                             |
|  | Pachyrhinosaurus perotorum  |
|  |                             |

|  | Wendiceratops |
|  |               |
|  | Sinoceratops  |
|  |               |

|  | Rubeosaurus                                              |
|  |                                                          |
|  | Styracosaurus                                            |
|  |                                                          |
|  | Coronosaurus                                             |
|  |                                                          |
|  | \| \| Centrosaurus \| \| \| \| \| \| Spinops \| \| \| \| |
|  |                                                          |
|  | Centrosaurus                                             |
|  |                                                          |
|  | Spinops                                                  |
|  |                                                          |

|  | Centrosaurus |
|  |              |
|  | Spinops      |
|  |              |

|                  | Achelousaurus |
|                  | |
| Pachyrhinosaurus | \| \| Pachyrhinosaurus canadensis \| \| \| \| \| \| Pachyrhinosaurus lakustai \| \| \| \| \| \| Pachyrhinosaurus perotorum \| \| \| \| |
|                  | \| \| Pachyrhinosaurus canadensis \| \| \| \| \| \| Pachyrhinosaurus lakustai \| \| \| \| \| \| Pachyrhinosaurus perotorum \| \| \| \| |
|                  | Pachyrhinosaurus canadensis |
|                  | |
|                  | Pachyrhinosaurus lakustai |
|                  | |
|                  | Pachyrhinosaurus perotorum |
|                  | |

|  | Pachyrhinosaurus canadensis |
|  |                             |
|  | Pachyrhinosaurus lakustai   |
|  |                             |
|  | Pachyrhinosaurus perotorum  |
|  |                             |

|                  | Achelousaurus |
|                  | |
| Pachyrhinosaurus | \| \| Pachyrhinosaurus canadensis \| \| \| \| \| \| Pachyrhinosaurus lakustai \| \| \| \| \| \| Pachyrhinosaurus perotorum \| \| \| \| |
|                  | \| \| Pachyrhinosaurus canadensis \| \| \| \| \| \| Pachyrhinosaurus lakustai \| \| \| \| \| \| Pachyrhinosaurus perotorum \| \| \| \| |
|                  | Pachyrhinosaurus canadensis |
|                  | |
|                  | Pachyrhinosaurus lakustai |
|                  | |
|                  | Pachyrhinosaurus perotorum |
|                  | |

|  | Pachyrhinosaurus canadensis |
|  |                             |
|  | Pachyrhinosaurus lakustai   |
|  |                             |
|  | Pachyrhinosaurus perotorum  |
|  |                             |

|  | Rubeosaurus                                              |
|  |                                                          |
|  | Styracosaurus                                            |
|  |                                                          |
|  | Coronosaurus                                             |
|  |                                                          |
|  | \| \| Centrosaurus \| \| \| \| \| \| Spinops \| \| \| \| |
|  |                                                          |
|  | Centrosaurus                                             |
|  |                                                          |
|  | Spinops                                                  |
|  |                                                          |

|  | Centrosaurus |
|  |              |
|  | Spinops      |
|  |              |

|                  | Achelousaurus |
|                  | |
| Pachyrhinosaurus | \| \| Pachyrhinosaurus canadensis \| \| \| \| \| \| Pachyrhinosaurus lakustai \| \| \| \| \| \| Pachyrhinosaurus perotorum \| \| \| \| |
|                  | \| \| Pachyrhinosaurus canadensis \| \| \| \| \| \| Pachyrhinosaurus lakustai \| \| \| \| \| \| Pachyrhinosaurus perotorum \| \| \| \| |
|                  | Pachyrhinosaurus canadensis |
|                  | |
|                  | Pachyrhinosaurus lakustai |
|                  | |
|                  | Pachyrhinosaurus perotorum |
|                  | |

|  | Pachyrhinosaurus canadensis |
|  |                             |
|  | Pachyrhinosaurus lakustai   |
|  |                             |
|  | Pachyrhinosaurus perotorum  |
|  |                             |

|                  | Achelousaurus |
|                  | |
| Pachyrhinosaurus | \| \| Pachyrhinosaurus canadensis \| \| \| \| \| \| Pachyrhinosaurus lakustai \| \| \| \| \| \| Pachyrhinosaurus perotorum \| \| \| \| |
|                  | \| \| Pachyrhinosaurus canadensis \| \| \| \| \| \| Pachyrhinosaurus lakustai \| \| \| \| \| \| Pachyrhinosaurus perotorum \| \| \| \| |
|                  | Pachyrhinosaurus canadensis |
|                  | |
|                  | Pachyrhinosaurus lakustai |
|                  | |
|                  | Pachyrhinosaurus perotorum |
|                  | |

|  | Pachyrhinosaurus canadensis |
|  |                             |
|  | Pachyrhinosaurus lakustai   |
|  |                             |
|  | Pachyrhinosaurus perotorum  |
|  |                             |

|  | Yehuecauhceratops |
|  |                   |
|  | Nasutoceratops    |
|  |                   |
|  | Avaceratops       |
|  |                   |

|  | Wendiceratops |
|  |               |
|  | Sinoceratops  |
|  |               |

|  | Rubeosaurus                                              |
|  |                                                          |
|  | Styracosaurus                                            |
|  |                                                          |
|  | Coronosaurus                                             |
|  |                                                          |
|  | \| \| Centrosaurus \| \| \| \| \| \| Spinops \| \| \| \| |
|  |                                                          |
|  | Centrosaurus                                             |
|  |                                                          |
|  | Spinops                                                  |
|  |                                                          |

|  | Centrosaurus |
|  |              |
|  | Spinops      |
|  |              |

|                  | Achelousaurus |
|                  | |
| Pachyrhinosaurus | \| \| Pachyrhinosaurus canadensis \| \| \| \| \| \| Pachyrhinosaurus lakustai \| \| \| \| \| \| Pachyrhinosaurus perotorum \| \| \| \| |
|                  | \| \| Pachyrhinosaurus canadensis \| \| \| \| \| \| Pachyrhinosaurus lakustai \| \| \| \| \| \| Pachyrhinosaurus perotorum \| \| \| \| |
|                  | Pachyrhinosaurus canadensis |
|                  | |
|                  | Pachyrhinosaurus lakustai |
|                  | |
|                  | Pachyrhinosaurus perotorum |
|                  | |

|  | Pachyrhinosaurus canadensis |
|  |                             |
|  | Pachyrhinosaurus lakustai   |
|  |                             |
|  | Pachyrhinosaurus perotorum  |
|  |                             |

|                  | Achelousaurus |
|                  | |
| Pachyrhinosaurus | \| \| Pachyrhinosaurus canadensis \| \| \| \| \| \| Pachyrhinosaurus lakustai \| \| \| \| \| \| Pachyrhinosaurus perotorum \| \| \| \| |
|                  | \| \| Pachyrhinosaurus canadensis \| \| \| \| \| \| Pachyrhinosaurus lakustai \| \| \| \| \| \| Pachyrhinosaurus perotorum \| \| \| \| |
|                  | Pachyrhinosaurus canadensis |
|                  | |
|                  | Pachyrhinosaurus lakustai |
|                  | |
|                  | Pachyrhinosaurus perotorum |
|                  | |

|  | Pachyrhinosaurus canadensis |
|  |                             |
|  | Pachyrhinosaurus lakustai   |
|  |                             |
|  | Pachyrhinosaurus perotorum  |
|  |                             |

|  | Rubeosaurus                                              |
|  |                                                          |
|  | Styracosaurus                                            |
|  |                                                          |
|  | Coronosaurus                                             |
|  |                                                          |
|  | \| \| Centrosaurus \| \| \| \| \| \| Spinops \| \| \| \| |
|  |                                                          |
|  | Centrosaurus                                             |
|  |                                                          |
|  | Spinops                                                  |
|  |                                                          |

|  | Centrosaurus |
|  |              |
|  | Spinops      |
|  |              |

|                  | Achelousaurus |
|                  | |
| Pachyrhinosaurus | \| \| Pachyrhinosaurus canadensis \| \| \| \| \| \| Pachyrhinosaurus lakustai \| \| \| \| \| \| Pachyrhinosaurus perotorum \| \| \| \| |
|                  | \| \| Pachyrhinosaurus canadensis \| \| \| \| \| \| Pachyrhinosaurus lakustai \| \| \| \| \| \| Pachyrhinosaurus perotorum \| \| \| \| |
|                  | Pachyrhinosaurus canadensis |
|                  | |
|                  | Pachyrhinosaurus lakustai |
|                  | |
|                  | Pachyrhinosaurus perotorum |
|                  | |

|  | Pachyrhinosaurus canadensis |
|  |                             |
|  | Pachyrhinosaurus lakustai   |
|  |                             |
|  | Pachyrhinosaurus perotorum  |
|  |                             |

|                  | Achelousaurus |
|                  | |
| Pachyrhinosaurus | \| \| Pachyrhinosaurus canadensis \| \| \| \| \| \| Pachyrhinosaurus lakustai \| \| \| \| \| \| Pachyrhinosaurus perotorum \| \| \| \| |
|                  | \| \| Pachyrhinosaurus canadensis \| \| \| \| \| \| Pachyrhinosaurus lakustai \| \| \| \| \| \| Pachyrhinosaurus perotorum \| \| \| \| |
|                  | Pachyrhinosaurus canadensis |
|                  | |
|                  | Pachyrhinosaurus lakustai |
|                  | |
|                  | Pachyrhinosaurus perotorum |
|                  | |

|  | Pachyrhinosaurus canadensis |
|  |                             |
|  | Pachyrhinosaurus lakustai   |
|  |                             |
|  | Pachyrhinosaurus perotorum  |
|  |                             |

|  | Wendiceratops |
|  |               |
|  | Sinoceratops  |
|  |               |

|  | Rubeosaurus                                              |
|  |                                                          |
|  | Styracosaurus                                            |
|  |                                                          |
|  | Coronosaurus                                             |
|  |                                                          |
|  | \| \| Centrosaurus \| \| \| \| \| \| Spinops \| \| \| \| |
|  |                                                          |
|  | Centrosaurus                                             |
|  |                                                          |
|  | Spinops                                                  |
|  |                                                          |

|  | Centrosaurus |
|  |              |
|  | Spinops      |
|  |              |

|                  | Achelousaurus |
|                  | |
| Pachyrhinosaurus | \| \| Pachyrhinosaurus canadensis \| \| \| \| \| \| Pachyrhinosaurus lakustai \| \| \| \| \| \| Pachyrhinosaurus perotorum \| \| \| \| |
|                  | \| \| Pachyrhinosaurus canadensis \| \| \| \| \| \| Pachyrhinosaurus lakustai \| \| \| \| \| \| Pachyrhinosaurus perotorum \| \| \| \| |
|                  | Pachyrhinosaurus canadensis |
|                  | |
|                  | Pachyrhinosaurus lakustai |
|                  | |
|                  | Pachyrhinosaurus perotorum |
|                  | |

|  | Pachyrhinosaurus canadensis |
|  |                             |
|  | Pachyrhinosaurus lakustai   |
|  |                             |
|  | Pachyrhinosaurus perotorum  |
|  |                             |

|                  | Achelousaurus |
|                  | |
| Pachyrhinosaurus | \| \| Pachyrhinosaurus canadensis \| \| \| \| \| \| Pachyrhinosaurus lakustai \| \| \| \| \| \| Pachyrhinosaurus perotorum \| \| \| \| |
|                  | \| \| Pachyrhinosaurus canadensis \| \| \| \| \| \| Pachyrhinosaurus lakustai \| \| \| \| \| \| Pachyrhinosaurus perotorum \| \| \| \| |
|                  | Pachyrhinosaurus canadensis |
|                  | |
|                  | Pachyrhinosaurus lakustai |
|                  | |
|                  | Pachyrhinosaurus perotorum |
|                  | |

|  | Pachyrhinosaurus canadensis |
|  |                             |
|  | Pachyrhinosaurus lakustai   |
|  |                             |
|  | Pachyrhinosaurus perotorum  |
|  |                             |

|  | Rubeosaurus                                              |
|  |                                                          |
|  | Styracosaurus                                            |
|  |                                                          |
|  | Coronosaurus                                             |
|  |                                                          |
|  | \| \| Centrosaurus \| \| \| \| \| \| Spinops \| \| \| \| |
|  |                                                          |
|  | Centrosaurus                                             |
|  |                                                          |
|  | Spinops                                                  |
|  |                                                          |

|  | Centrosaurus |
|  |              |
|  | Spinops      |
|  |              |

|                  | Achelousaurus |
|                  | |
| Pachyrhinosaurus | \| \| Pachyrhinosaurus canadensis \| \| \| \| \| \| Pachyrhinosaurus lakustai \| \| \| \| \| \| Pachyrhinosaurus perotorum \| \| \| \| |
|                  | \| \| Pachyrhinosaurus canadensis \| \| \| \| \| \| Pachyrhinosaurus lakustai \| \| \| \| \| \| Pachyrhinosaurus perotorum \| \| \| \| |
|                  | Pachyrhinosaurus canadensis |
|                  | |
|                  | Pachyrhinosaurus lakustai |
|                  | |
|                  | Pachyrhinosaurus perotorum |
|                  | |

|  | Pachyrhinosaurus canadensis |
|  |                             |
|  | Pachyrhinosaurus lakustai   |
|  |                             |
|  | Pachyrhinosaurus perotorum  |
|  |                             |

|                  | Achelousaurus |
|                  | |
| Pachyrhinosaurus | \| \| Pachyrhinosaurus canadensis \| \| \| \| \| \| Pachyrhinosaurus lakustai \| \| \| \| \| \| Pachyrhinosaurus perotorum \| \| \| \| |
|                  | \| \| Pachyrhinosaurus canadensis \| \| \| \| \| \| Pachyrhinosaurus lakustai \| \| \| \| \| \| Pachyrhinosaurus perotorum \| \| \| \| |
|                  | Pachyrhinosaurus canadensis |
|                  | |
|                  | Pachyrhinosaurus lakustai |
|                  | |
|                  | Pachyrhinosaurus perotorum |
|                  | |

|  | Pachyrhinosaurus canadensis |
|  |                             |
|  | Pachyrhinosaurus lakustai   |
|  |                             |
|  | Pachyrhinosaurus perotorum  |
|  |                             |

|  | Wendiceratops |
|  |               |
|  | Sinoceratops  |
|  |               |

|  | Rubeosaurus                                              |
|  |                                                          |
|  | Styracosaurus                                            |
|  |                                                          |
|  | Coronosaurus                                             |
|  |                                                          |
|  | \| \| Centrosaurus \| \| \| \| \| \| Spinops \| \| \| \| |
|  |                                                          |
|  | Centrosaurus                                             |
|  |                                                          |
|  | Spinops                                                  |
|  |                                                          |

|  | Centrosaurus |
|  |              |
|  | Spinops      |
|  |              |

|                  | Achelousaurus |
|                  | |
| Pachyrhinosaurus | \| \| Pachyrhinosaurus canadensis \| \| \| \| \| \| Pachyrhinosaurus lakustai \| \| \| \| \| \| Pachyrhinosaurus perotorum \| \| \| \| |
|                  | \| \| Pachyrhinosaurus canadensis \| \| \| \| \| \| Pachyrhinosaurus lakustai \| \| \| \| \| \| Pachyrhinosaurus perotorum \| \| \| \| |
|                  | Pachyrhinosaurus canadensis |
|                  | |
|                  | Pachyrhinosaurus lakustai |
|                  | |
|                  | Pachyrhinosaurus perotorum |
|                  | |

|  | Pachyrhinosaurus canadensis |
|  |                             |
|  | Pachyrhinosaurus lakustai   |
|  |                             |
|  | Pachyrhinosaurus perotorum  |
|  |                             |

|                  | Achelousaurus |
|                  | |
| Pachyrhinosaurus | \| \| Pachyrhinosaurus canadensis \| \| \| \| \| \| Pachyrhinosaurus lakustai \| \| \| \| \| \| Pachyrhinosaurus perotorum \| \| \| \| |
|                  | \| \| Pachyrhinosaurus canadensis \| \| \| \| \| \| Pachyrhinosaurus lakustai \| \| \| \| \| \| Pachyrhinosaurus perotorum \| \| \| \| |
|                  | Pachyrhinosaurus canadensis |
|                  | |
|                  | Pachyrhinosaurus lakustai |
|                  | |
|                  | Pachyrhinosaurus perotorum |
|                  | |

|  | Pachyrhinosaurus canadensis |
|  |                             |
|  | Pachyrhinosaurus lakustai   |
|  |                             |
|  | Pachyrhinosaurus perotorum  |
|  |                             |

|  | Rubeosaurus                                              |
|  |                                                          |
|  | Styracosaurus                                            |
|  |                                                          |
|  | Coronosaurus                                             |
|  |                                                          |
|  | \| \| Centrosaurus \| \| \| \| \| \| Spinops \| \| \| \| |
|  |                                                          |
|  | Centrosaurus                                             |
|  |                                                          |
|  | Spinops                                                  |
|  |                                                          |

|  | Centrosaurus |
|  |              |
|  | Spinops      |
|  |              |

|                  | Achelousaurus |
|                  | |
| Pachyrhinosaurus | \| \| Pachyrhinosaurus canadensis \| \| \| \| \| \| Pachyrhinosaurus lakustai \| \| \| \| \| \| Pachyrhinosaurus perotorum \| \| \| \| |
|                  | \| \| Pachyrhinosaurus canadensis \| \| \| \| \| \| Pachyrhinosaurus lakustai \| \| \| \| \| \| Pachyrhinosaurus perotorum \| \| \| \| |
|                  | Pachyrhinosaurus canadensis |
|                  | |
|                  | Pachyrhinosaurus lakustai |
|                  | |
|                  | Pachyrhinosaurus perotorum |
|                  | |

|  | Pachyrhinosaurus canadensis |
|  |                             |
|  | Pachyrhinosaurus lakustai   |
|  |                             |
|  | Pachyrhinosaurus perotorum  |
|  |                             |

|                  | Achelousaurus |
|                  | |
| Pachyrhinosaurus | \| \| Pachyrhinosaurus canadensis \| \| \| \| \| \| Pachyrhinosaurus lakustai \| \| \| \| \| \| Pachyrhinosaurus perotorum \| \| \| \| |
|                  | \| \| Pachyrhinosaurus canadensis \| \| \| \| \| \| Pachyrhinosaurus lakustai \| \| \| \| \| \| Pachyrhinosaurus perotorum \| \| \| \| |
|                  | Pachyrhinosaurus canadensis |
|                  | |
|                  | Pachyrhinosaurus lakustai |
|                  | |
|                  | Pachyrhinosaurus perotorum |
|                  | |

|  | Pachyrhinosaurus canadensis |
|  |                             |
|  | Pachyrhinosaurus lakustai   |
|  |                             |
|  | Pachyrhinosaurus perotorum  |
|  |                             |

|  | Wendiceratops |
|  |               |
|  | Sinoceratops  |
|  |               |

|  | Rubeosaurus                                              |
|  |                                                          |
|  | Styracosaurus                                            |
|  |                                                          |
|  | Coronosaurus                                             |
|  |                                                          |
|  | \| \| Centrosaurus \| \| \| \| \| \| Spinops \| \| \| \| |
|  |                                                          |
|  | Centrosaurus                                             |
|  |                                                          |
|  | Spinops                                                  |
|  |                                                          |

|  | Centrosaurus |
|  |              |
|  | Spinops      |
|  |              |

|                  | Achelousaurus |
|                  | |
| Pachyrhinosaurus | \| \| Pachyrhinosaurus canadensis \| \| \| \| \| \| Pachyrhinosaurus lakustai \| \| \| \| \| \| Pachyrhinosaurus perotorum \| \| \| \| |
|                  | \| \| Pachyrhinosaurus canadensis \| \| \| \| \| \| Pachyrhinosaurus lakustai \| \| \| \| \| \| Pachyrhinosaurus perotorum \| \| \| \| |
|                  | Pachyrhinosaurus canadensis |
|                  | |
|                  | Pachyrhinosaurus lakustai |
|                  | |
|                  | Pachyrhinosaurus perotorum |
|                  | |

|  | Pachyrhinosaurus canadensis |
|  |                             |
|  | Pachyrhinosaurus lakustai   |
|  |                             |
|  | Pachyrhinosaurus perotorum  |
|  |                             |

|                  | Achelousaurus |
|                  | |
| Pachyrhinosaurus | \| \| Pachyrhinosaurus canadensis \| \| \| \| \| \| Pachyrhinosaurus lakustai \| \| \| \| \| \| Pachyrhinosaurus perotorum \| \| \| \| |
|                  | \| \| Pachyrhinosaurus canadensis \| \| \| \| \| \| Pachyrhinosaurus lakustai \| \| \| \| \| \| Pachyrhinosaurus perotorum \| \| \| \| |
|                  | Pachyrhinosaurus canadensis |
|                  | |
|                  | Pachyrhinosaurus lakustai |
|                  | |
|                  | Pachyrhinosaurus perotorum |
|                  | |

|  | Pachyrhinosaurus canadensis |
|  |                             |
|  | Pachyrhinosaurus lakustai   |
|  |                             |
|  | Pachyrhinosaurus perotorum  |
|  |                             |

|  | Rubeosaurus                                              |
|  |                                                          |
|  | Styracosaurus                                            |
|  |                                                          |
|  | Coronosaurus                                             |
|  |                                                          |
|  | \| \| Centrosaurus \| \| \| \| \| \| Spinops \| \| \| \| |
|  |                                                          |
|  | Centrosaurus                                             |
|  |                                                          |
|  | Spinops                                                  |
|  |                                                          |

|  | Centrosaurus |
|  |              |
|  | Spinops      |
|  |              |

|                  | Achelousaurus |
|                  | |
| Pachyrhinosaurus | \| \| Pachyrhinosaurus canadensis \| \| \| \| \| \| Pachyrhinosaurus lakustai \| \| \| \| \| \| Pachyrhinosaurus perotorum \| \| \| \| |
|                  | \| \| Pachyrhinosaurus canadensis \| \| \| \| \| \| Pachyrhinosaurus lakustai \| \| \| \| \| \| Pachyrhinosaurus perotorum \| \| \| \| |
|                  | Pachyrhinosaurus canadensis |
|                  | |
|                  | Pachyrhinosaurus lakustai |
|                  | |
|                  | Pachyrhinosaurus perotorum |
|                  | |

|  | Pachyrhinosaurus canadensis |
|  |                             |
|  | Pachyrhinosaurus lakustai   |
|  |                             |
|  | Pachyrhinosaurus perotorum  |
|  |                             |

|                  | Achelousaurus |
|                  | |
| Pachyrhinosaurus | \| \| Pachyrhinosaurus canadensis \| \| \| \| \| \| Pachyrhinosaurus lakustai \| \| \| \| \| \| Pachyrhinosaurus perotorum \| \| \| \| |
|                  | \| \| Pachyrhinosaurus canadensis \| \| \| \| \| \| Pachyrhinosaurus lakustai \| \| \| \| \| \| Pachyrhinosaurus perotorum \| \| \| \| |
|                  | Pachyrhinosaurus canadensis |
|                  | |
|                  | Pachyrhinosaurus lakustai |
|                  | |
|                  | Pachyrhinosaurus perotorum |
|                  | |

|  | Pachyrhinosaurus canadensis |
|  |                             |
|  | Pachyrhinosaurus lakustai   |
|  |                             |
|  | Pachyrhinosaurus perotorum  |
|  |                             |

|  | Yehuecauhceratops |
|  |                   |
|  | Nasutoceratops    |
|  |                   |
|  | Avaceratops       |
|  |                   |

|  | Wendiceratops |
|  |               |
|  | Sinoceratops  |
|  |               |

|  | Rubeosaurus                                              |
|  |                                                          |
|  | Styracosaurus                                            |
|  |                                                          |
|  | Coronosaurus                                             |
|  |                                                          |
|  | \| \| Centrosaurus \| \| \| \| \| \| Spinops \| \| \| \| |
|  |                                                          |
|  | Centrosaurus                                             |
|  |                                                          |
|  | Spinops                                                  |
|  |                                                          |

|  | Centrosaurus |
|  |              |
|  | Spinops      |
|  |              |

|                  | Achelousaurus |
|                  | |
| Pachyrhinosaurus | \| \| Pachyrhinosaurus canadensis \| \| \| \| \| \| Pachyrhinosaurus lakustai \| \| \| \| \| \| Pachyrhinosaurus perotorum \| \| \| \| |
|                  | \| \| Pachyrhinosaurus canadensis \| \| \| \| \| \| Pachyrhinosaurus lakustai \| \| \| \| \| \| Pachyrhinosaurus perotorum \| \| \| \| |
|                  | Pachyrhinosaurus canadensis |
|                  | |
|                  | Pachyrhinosaurus lakustai |
|                  | |
|                  | Pachyrhinosaurus perotorum |
|                  | |

|  | Pachyrhinosaurus canadensis |
|  |                             |
|  | Pachyrhinosaurus lakustai   |
|  |                             |
|  | Pachyrhinosaurus perotorum  |
|  |                             |

|                  | Achelousaurus |
|                  | |
| Pachyrhinosaurus | \| \| Pachyrhinosaurus canadensis \| \| \| \| \| \| Pachyrhinosaurus lakustai \| \| \| \| \| \| Pachyrhinosaurus perotorum \| \| \| \| |
|                  | \| \| Pachyrhinosaurus canadensis \| \| \| \| \| \| Pachyrhinosaurus lakustai \| \| \| \| \| \| Pachyrhinosaurus perotorum \| \| \| \| |
|                  | Pachyrhinosaurus canadensis |
|                  | |
|                  | Pachyrhinosaurus lakustai |
|                  | |
|                  | Pachyrhinosaurus perotorum |
|                  | |

|  | Pachyrhinosaurus canadensis |
|  |                             |
|  | Pachyrhinosaurus lakustai   |
|  |                             |
|  | Pachyrhinosaurus perotorum  |
|  |                             |

|  | Rubeosaurus                                              |
|  |                                                          |
|  | Styracosaurus                                            |
|  |                                                          |
|  | Coronosaurus                                             |
|  |                                                          |
|  | \| \| Centrosaurus \| \| \| \| \| \| Spinops \| \| \| \| |
|  |                                                          |
|  | Centrosaurus                                             |
|  |                                                          |
|  | Spinops                                                  |
|  |                                                          |

|  | Centrosaurus |
|  |              |
|  | Spinops      |
|  |              |

|                  | Achelousaurus |
|                  | |
| Pachyrhinosaurus | \| \| Pachyrhinosaurus canadensis \| \| \| \| \| \| Pachyrhinosaurus lakustai \| \| \| \| \| \| Pachyrhinosaurus perotorum \| \| \| \| |
|                  | \| \| Pachyrhinosaurus canadensis \| \| \| \| \| \| Pachyrhinosaurus lakustai \| \| \| \| \| \| Pachyrhinosaurus perotorum \| \| \| \| |
|                  | Pachyrhinosaurus canadensis |
|                  | |
|                  | Pachyrhinosaurus lakustai |
|                  | |
|                  | Pachyrhinosaurus perotorum |
|                  | |

|  | Pachyrhinosaurus canadensis |
|  |                             |
|  | Pachyrhinosaurus lakustai   |
|  |                             |
|  | Pachyrhinosaurus perotorum  |
|  |                             |

|                  | Achelousaurus |
|                  | |
| Pachyrhinosaurus | \| \| Pachyrhinosaurus canadensis \| \| \| \| \| \| Pachyrhinosaurus lakustai \| \| \| \| \| \| Pachyrhinosaurus perotorum \| \| \| \| |
|                  | \| \| Pachyrhinosaurus canadensis \| \| \| \| \| \| Pachyrhinosaurus lakustai \| \| \| \| \| \| Pachyrhinosaurus perotorum \| \| \| \| |
|                  | Pachyrhinosaurus canadensis |
|                  | |
|                  | Pachyrhinosaurus lakustai |
|                  | |
|                  | Pachyrhinosaurus perotorum |
|                  | |

|  | Pachyrhinosaurus canadensis |
|  |                             |
|  | Pachyrhinosaurus lakustai   |
|  |                             |
|  | Pachyrhinosaurus perotorum  |
|  |                             |

|  | Wendiceratops |
|  |               |
|  | Sinoceratops  |
|  |               |

|  | Rubeosaurus                                              |
|  |                                                          |
|  | Styracosaurus                                            |
|  |                                                          |
|  | Coronosaurus                                             |
|  |                                                          |
|  | \| \| Centrosaurus \| \| \| \| \| \| Spinops \| \| \| \| |
|  |                                                          |
|  | Centrosaurus                                             |
|  |                                                          |
|  | Spinops                                                  |
|  |                                                          |

|  | Centrosaurus |
|  |              |
|  | Spinops      |
|  |              |

|                  | Achelousaurus |
|                  | |
| Pachyrhinosaurus | \| \| Pachyrhinosaurus canadensis \| \| \| \| \| \| Pachyrhinosaurus lakustai \| \| \| \| \| \| Pachyrhinosaurus perotorum \| \| \| \| |
|                  | \| \| Pachyrhinosaurus canadensis \| \| \| \| \| \| Pachyrhinosaurus lakustai \| \| \| \| \| \| Pachyrhinosaurus perotorum \| \| \| \| |
|                  | Pachyrhinosaurus canadensis |
|                  | |
|                  | Pachyrhinosaurus lakustai |
|                  | |
|                  | Pachyrhinosaurus perotorum |
|                  | |

|  | Pachyrhinosaurus canadensis |
|  |                             |
|  | Pachyrhinosaurus lakustai   |
|  |                             |
|  | Pachyrhinosaurus perotorum  |
|  |                             |

|                  | Achelousaurus |
|                  | |
| Pachyrhinosaurus | \| \| Pachyrhinosaurus canadensis \| \| \| \| \| \| Pachyrhinosaurus lakustai \| \| \| \| \| \| Pachyrhinosaurus perotorum \| \| \| \| |
|                  | \| \| Pachyrhinosaurus canadensis \| \| \| \| \| \| Pachyrhinosaurus lakustai \| \| \| \| \| \| Pachyrhinosaurus perotorum \| \| \| \| |
|                  | Pachyrhinosaurus canadensis |
|                  | |
|                  | Pachyrhinosaurus lakustai |
|                  | |
|                  | Pachyrhinosaurus perotorum |
|                  | |

|  | Pachyrhinosaurus canadensis |
|  |                             |
|  | Pachyrhinosaurus lakustai   |
|  |                             |
|  | Pachyrhinosaurus perotorum  |
|  |                             |

|  | Rubeosaurus                                              |
|  |                                                          |
|  | Styracosaurus                                            |
|  |                                                          |
|  | Coronosaurus                                             |
|  |                                                          |
|  | \| \| Centrosaurus \| \| \| \| \| \| Spinops \| \| \| \| |
|  |                                                          |
|  | Centrosaurus                                             |
|  |                                                          |
|  | Spinops                                                  |
|  |                                                          |

|  | Centrosaurus |
|  |              |
|  | Spinops      |
|  |              |

|                  | Achelousaurus |
|                  | |
| Pachyrhinosaurus | \| \| Pachyrhinosaurus canadensis \| \| \| \| \| \| Pachyrhinosaurus lakustai \| \| \| \| \| \| Pachyrhinosaurus perotorum \| \| \| \| |
|                  | \| \| Pachyrhinosaurus canadensis \| \| \| \| \| \| Pachyrhinosaurus lakustai \| \| \| \| \| \| Pachyrhinosaurus perotorum \| \| \| \| |
|                  | Pachyrhinosaurus canadensis |
|                  | |
|                  | Pachyrhinosaurus lakustai |
|                  | |
|                  | Pachyrhinosaurus perotorum |
|                  | |

|  | Pachyrhinosaurus canadensis |
|  |                             |
|  | Pachyrhinosaurus lakustai   |
|  |                             |
|  | Pachyrhinosaurus perotorum  |
|  |                             |

|                  | Achelousaurus |
|                  | |
| Pachyrhinosaurus | \| \| Pachyrhinosaurus canadensis \| \| \| \| \| \| Pachyrhinosaurus lakustai \| \| \| \| \| \| Pachyrhinosaurus perotorum \| \| \| \| |
|                  | \| \| Pachyrhinosaurus canadensis \| \| \| \| \| \| Pachyrhinosaurus lakustai \| \| \| \| \| \| Pachyrhinosaurus perotorum \| \| \| \| |
|                  | Pachyrhinosaurus canadensis |
|                  | |
|                  | Pachyrhinosaurus lakustai |
|                  | |
|                  | Pachyrhinosaurus perotorum |
|                  | |

|  | Pachyrhinosaurus canadensis |
|  |                             |
|  | Pachyrhinosaurus lakustai   |
|  |                             |
|  | Pachyrhinosaurus perotorum  |
|  |                             |

|  | Wendiceratops |
|  |               |
|  | Sinoceratops  |
|  |               |

|  | Rubeosaurus                                              |
|  |                                                          |
|  | Styracosaurus                                            |
|  |                                                          |
|  | Coronosaurus                                             |
|  |                                                          |
|  | \| \| Centrosaurus \| \| \| \| \| \| Spinops \| \| \| \| |
|  |                                                          |
|  | Centrosaurus                                             |
|  |                                                          |
|  | Spinops                                                  |
|  |                                                          |

|  | Centrosaurus |
|  |              |
|  | Spinops      |
|  |              |

|                  | Achelousaurus |
|                  | |
| Pachyrhinosaurus | \| \| Pachyrhinosaurus canadensis \| \| \| \| \| \| Pachyrhinosaurus lakustai \| \| \| \| \| \| Pachyrhinosaurus perotorum \| \| \| \| |
|                  | \| \| Pachyrhinosaurus canadensis \| \| \| \| \| \| Pachyrhinosaurus lakustai \| \| \| \| \| \| Pachyrhinosaurus perotorum \| \| \| \| |
|                  | Pachyrhinosaurus canadensis |
|                  | |
|                  | Pachyrhinosaurus lakustai |
|                  | |
|                  | Pachyrhinosaurus perotorum |
|                  | |

|  | Pachyrhinosaurus canadensis |
|  |                             |
|  | Pachyrhinosaurus lakustai   |
|  |                             |
|  | Pachyrhinosaurus perotorum  |
|  |                             |

|                  | Achelousaurus |
|                  | |
| Pachyrhinosaurus | \| \| Pachyrhinosaurus canadensis \| \| \| \| \| \| Pachyrhinosaurus lakustai \| \| \| \| \| \| Pachyrhinosaurus perotorum \| \| \| \| |
|                  | \| \| Pachyrhinosaurus canadensis \| \| \| \| \| \| Pachyrhinosaurus lakustai \| \| \| \| \| \| Pachyrhinosaurus perotorum \| \| \| \| |
|                  | Pachyrhinosaurus canadensis |
|                  | |
|                  | Pachyrhinosaurus lakustai |
|                  | |
|                  | Pachyrhinosaurus perotorum |
|                  | |

|  | Pachyrhinosaurus canadensis |
|  |                             |
|  | Pachyrhinosaurus lakustai   |
|  |                             |
|  | Pachyrhinosaurus perotorum  |
|  |                             |

|  | Rubeosaurus                                              |
|  |                                                          |
|  | Styracosaurus                                            |
|  |                                                          |
|  | Coronosaurus                                             |
|  |                                                          |
|  | \| \| Centrosaurus \| \| \| \| \| \| Spinops \| \| \| \| |
|  |                                                          |
|  | Centrosaurus                                             |
|  |                                                          |
|  | Spinops                                                  |
|  |                                                          |

|  | Centrosaurus |
|  |              |
|  | Spinops      |
|  |              |

|                  | Achelousaurus |
|                  | |
| Pachyrhinosaurus | \| \| Pachyrhinosaurus canadensis \| \| \| \| \| \| Pachyrhinosaurus lakustai \| \| \| \| \| \| Pachyrhinosaurus perotorum \| \| \| \| |
|                  | \| \| Pachyrhinosaurus canadensis \| \| \| \| \| \| Pachyrhinosaurus lakustai \| \| \| \| \| \| Pachyrhinosaurus perotorum \| \| \| \| |
|                  | Pachyrhinosaurus canadensis |
|                  | |
|                  | Pachyrhinosaurus lakustai |
|                  | |
|                  | Pachyrhinosaurus perotorum |
|                  | |

|  | Pachyrhinosaurus canadensis |
|  |                             |
|  | Pachyrhinosaurus lakustai   |
|  |                             |
|  | Pachyrhinosaurus perotorum  |
|  |                             |

|                  | Achelousaurus |
|                  | |
| Pachyrhinosaurus | \| \| Pachyrhinosaurus canadensis \| \| \| \| \| \| Pachyrhinosaurus lakustai \| \| \| \| \| \| Pachyrhinosaurus perotorum \| \| \| \| |
|                  | \| \| Pachyrhinosaurus canadensis \| \| \| \| \| \| Pachyrhinosaurus lakustai \| \| \| \| \| \| Pachyrhinosaurus perotorum \| \| \| \| |
|                  | Pachyrhinosaurus canadensis |
|                  | |
|                  | Pachyrhinosaurus lakustai |
|                  | |
|                  | Pachyrhinosaurus perotorum |
|                  | |

|  | Pachyrhinosaurus canadensis |
|  |                             |
|  | Pachyrhinosaurus lakustai   |
|  |                             |
|  | Pachyrhinosaurus perotorum  |
|  |                             |

|  | Wendiceratops |
|  |               |
|  | Sinoceratops  |
|  |               |

|  | Rubeosaurus                                              |
|  |                                                          |
|  | Styracosaurus                                            |
|  |                                                          |
|  | Coronosaurus                                             |
|  |                                                          |
|  | \| \| Centrosaurus \| \| \| \| \| \| Spinops \| \| \| \| |
|  |                                                          |
|  | Centrosaurus                                             |
|  |                                                          |
|  | Spinops                                                  |
|  |                                                          |

|  | Centrosaurus |
|  |              |
|  | Spinops      |
|  |              |

|                  | Achelousaurus |
|                  | |
| Pachyrhinosaurus | \| \| Pachyrhinosaurus canadensis \| \| \| \| \| \| Pachyrhinosaurus lakustai \| \| \| \| \| \| Pachyrhinosaurus perotorum \| \| \| \| |
|                  | \| \| Pachyrhinosaurus canadensis \| \| \| \| \| \| Pachyrhinosaurus lakustai \| \| \| \| \| \| Pachyrhinosaurus perotorum \| \| \| \| |
|                  | Pachyrhinosaurus canadensis |
|                  | |
|                  | Pachyrhinosaurus lakustai |
|                  | |
|                  | Pachyrhinosaurus perotorum |
|                  | |

|  | Pachyrhinosaurus canadensis |
|  |                             |
|  | Pachyrhinosaurus lakustai   |
|  |                             |
|  | Pachyrhinosaurus perotorum  |
|  |                             |

|                  | Achelousaurus |
|                  | |
| Pachyrhinosaurus | \| \| Pachyrhinosaurus canadensis \| \| \| \| \| \| Pachyrhinosaurus lakustai \| \| \| \| \| \| Pachyrhinosaurus perotorum \| \| \| \| |
|                  | \| \| Pachyrhinosaurus canadensis \| \| \| \| \| \| Pachyrhinosaurus lakustai \| \| \| \| \| \| Pachyrhinosaurus perotorum \| \| \| \| |
|                  | Pachyrhinosaurus canadensis |
|                  | |
|                  | Pachyrhinosaurus lakustai |
|                  | |
|                  | Pachyrhinosaurus perotorum |
|                  | |

|  | Pachyrhinosaurus canadensis |
|  |                             |
|  | Pachyrhinosaurus lakustai   |
|  |                             |
|  | Pachyrhinosaurus perotorum  |
|  |                             |

|  | Rubeosaurus                                              |
|  |                                                          |
|  | Styracosaurus                                            |
|  |                                                          |
|  | Coronosaurus                                             |
|  |                                                          |
|  | \| \| Centrosaurus \| \| \| \| \| \| Spinops \| \| \| \| |
|  |                                                          |
|  | Centrosaurus                                             |
|  |                                                          |
|  | Spinops                                                  |
|  |                                                          |

|  | Centrosaurus |
|  |              |
|  | Spinops      |
|  |              |

|                  | Achelousaurus |
|                  | |
| Pachyrhinosaurus | \| \| Pachyrhinosaurus canadensis \| \| \| \| \| \| Pachyrhinosaurus lakustai \| \| \| \| \| \| Pachyrhinosaurus perotorum \| \| \| \| |
|                  | \| \| Pachyrhinosaurus canadensis \| \| \| \| \| \| Pachyrhinosaurus lakustai \| \| \| \| \| \| Pachyrhinosaurus perotorum \| \| \| \| |
|                  | Pachyrhinosaurus canadensis |
|                  | |
|                  | Pachyrhinosaurus lakustai |
|                  | |
|                  | Pachyrhinosaurus perotorum |
|                  | |

|  | Pachyrhinosaurus canadensis |
|  |                             |
|  | Pachyrhinosaurus lakustai   |
|  |                             |
|  | Pachyrhinosaurus perotorum  |
|  |                             |

|                  | Achelousaurus |
|                  | |
| Pachyrhinosaurus | \| \| Pachyrhinosaurus canadensis \| \| \| \| \| \| Pachyrhinosaurus lakustai \| \| \| \| \| \| Pachyrhinosaurus perotorum \| \| \| \| |
|                  | \| \| Pachyrhinosaurus canadensis \| \| \| \| \| \| Pachyrhinosaurus lakustai \| \| \| \| \| \| Pachyrhinosaurus perotorum \| \| \| \| |
|                  | Pachyrhinosaurus canadensis |
|                  | |
|                  | Pachyrhinosaurus lakustai |
|                  | |
|                  | Pachyrhinosaurus perotorum |
|                  | |

|  | Pachyrhinosaurus canadensis |
|  |                             |
|  | Pachyrhinosaurus lakustai   |
|  |                             |
|  | Pachyrhinosaurus perotorum  |
|  |                             |

|  | Yehuecauhceratops |
|  |                   |
|  | Nasutoceratops    |
|  |                   |
|  | Avaceratops       |
|  |                   |

|  | Wendiceratops |
|  |               |
|  | Sinoceratops  |
|  |               |

|  | Rubeosaurus                                              |
|  |                                                          |
|  | Styracosaurus                                            |
|  |                                                          |
|  | Coronosaurus                                             |
|  |                                                          |
|  | \| \| Centrosaurus \| \| \| \| \| \| Spinops \| \| \| \| |
|  |                                                          |
|  | Centrosaurus                                             |
|  |                                                          |
|  | Spinops                                                  |
|  |                                                          |

|  | Centrosaurus |
|  |              |
|  | Spinops      |
|  |              |

|                  | Achelousaurus |
|                  | |
| Pachyrhinosaurus | \| \| Pachyrhinosaurus canadensis \| \| \| \| \| \| Pachyrhinosaurus lakustai \| \| \| \| \| \| Pachyrhinosaurus perotorum \| \| \| \| |
|                  | \| \| Pachyrhinosaurus canadensis \| \| \| \| \| \| Pachyrhinosaurus lakustai \| \| \| \| \| \| Pachyrhinosaurus perotorum \| \| \| \| |
|                  | Pachyrhinosaurus canadensis |
|                  | |
|                  | Pachyrhinosaurus lakustai |
|                  | |
|                  | Pachyrhinosaurus perotorum |
|                  | |

|  | Pachyrhinosaurus canadensis |
|  |                             |
|  | Pachyrhinosaurus lakustai   |
|  |                             |
|  | Pachyrhinosaurus perotorum  |
|  |                             |

|                  | Achelousaurus |
|                  | |
| Pachyrhinosaurus | \| \| Pachyrhinosaurus canadensis \| \| \| \| \| \| Pachyrhinosaurus lakustai \| \| \| \| \| \| Pachyrhinosaurus perotorum \| \| \| \| |
|                  | \| \| Pachyrhinosaurus canadensis \| \| \| \| \| \| Pachyrhinosaurus lakustai \| \| \| \| \| \| Pachyrhinosaurus perotorum \| \| \| \| |
|                  | Pachyrhinosaurus canadensis |
|                  | |
|                  | Pachyrhinosaurus lakustai |
|                  | |
|                  | Pachyrhinosaurus perotorum |
|                  | |

|  | Pachyrhinosaurus canadensis |
|  |                             |
|  | Pachyrhinosaurus lakustai   |
|  |                             |
|  | Pachyrhinosaurus perotorum  |
|  |                             |

|  | Rubeosaurus                                              |
|  |                                                          |
|  | Styracosaurus                                            |
|  |                                                          |
|  | Coronosaurus                                             |
|  |                                                          |
|  | \| \| Centrosaurus \| \| \| \| \| \| Spinops \| \| \| \| |
|  |                                                          |
|  | Centrosaurus                                             |
|  |                                                          |
|  | Spinops                                                  |
|  |                                                          |

|  | Centrosaurus |
|  |              |
|  | Spinops      |
|  |              |

|                  | Achelousaurus |
|                  | |
| Pachyrhinosaurus | \| \| Pachyrhinosaurus canadensis \| \| \| \| \| \| Pachyrhinosaurus lakustai \| \| \| \| \| \| Pachyrhinosaurus perotorum \| \| \| \| |
|                  | \| \| Pachyrhinosaurus canadensis \| \| \| \| \| \| Pachyrhinosaurus lakustai \| \| \| \| \| \| Pachyrhinosaurus perotorum \| \| \| \| |
|                  | Pachyrhinosaurus canadensis |
|                  | |
|                  | Pachyrhinosaurus lakustai |
|                  | |
|                  | Pachyrhinosaurus perotorum |
|                  | |

|  | Pachyrhinosaurus canadensis |
|  |                             |
|  | Pachyrhinosaurus lakustai   |
|  |                             |
|  | Pachyrhinosaurus perotorum  |
|  |                             |

|                  | Achelousaurus |
|                  | |
| Pachyrhinosaurus | \| \| Pachyrhinosaurus canadensis \| \| \| \| \| \| Pachyrhinosaurus lakustai \| \| \| \| \| \| Pachyrhinosaurus perotorum \| \| \| \| |
|                  | \| \| Pachyrhinosaurus canadensis \| \| \| \| \| \| Pachyrhinosaurus lakustai \| \| \| \| \| \| Pachyrhinosaurus perotorum \| \| \| \| |
|                  | Pachyrhinosaurus canadensis |
|                  | |
|                  | Pachyrhinosaurus lakustai |
|                  | |
|                  | Pachyrhinosaurus perotorum |
|                  | |

|  | Pachyrhinosaurus canadensis |
|  |                             |
|  | Pachyrhinosaurus lakustai   |
|  |                             |
|  | Pachyrhinosaurus perotorum  |
|  |                             |

|  | Wendiceratops |
|  |               |
|  | Sinoceratops  |
|  |               |

|  | Rubeosaurus                                              |
|  |                                                          |
|  | Styracosaurus                                            |
|  |                                                          |
|  | Coronosaurus                                             |
|  |                                                          |
|  | \| \| Centrosaurus \| \| \| \| \| \| Spinops \| \| \| \| |
|  |                                                          |
|  | Centrosaurus                                             |
|  |                                                          |
|  | Spinops                                                  |
|  |                                                          |

|  | Centrosaurus |
|  |              |
|  | Spinops      |
|  |              |

|                  | Achelousaurus |
|                  | |
| Pachyrhinosaurus | \| \| Pachyrhinosaurus canadensis \| \| \| \| \| \| Pachyrhinosaurus lakustai \| \| \| \| \| \| Pachyrhinosaurus perotorum \| \| \| \| |
|                  | \| \| Pachyrhinosaurus canadensis \| \| \| \| \| \| Pachyrhinosaurus lakustai \| \| \| \| \| \| Pachyrhinosaurus perotorum \| \| \| \| |
|                  | Pachyrhinosaurus canadensis |
|                  | |
|                  | Pachyrhinosaurus lakustai |
|                  | |
|                  | Pachyrhinosaurus perotorum |
|                  | |

|  | Pachyrhinosaurus canadensis |
|  |                             |
|  | Pachyrhinosaurus lakustai   |
|  |                             |
|  | Pachyrhinosaurus perotorum  |
|  |                             |

|                  | Achelousaurus |
|                  | |
| Pachyrhinosaurus | \| \| Pachyrhinosaurus canadensis \| \| \| \| \| \| Pachyrhinosaurus lakustai \| \| \| \| \| \| Pachyrhinosaurus perotorum \| \| \| \| |
|                  | \| \| Pachyrhinosaurus canadensis \| \| \| \| \| \| Pachyrhinosaurus lakustai \| \| \| \| \| \| Pachyrhinosaurus perotorum \| \| \| \| |
|                  | Pachyrhinosaurus canadensis |
|                  | |
|                  | Pachyrhinosaurus lakustai |
|                  | |
|                  | Pachyrhinosaurus perotorum |
|                  | |

|  | Pachyrhinosaurus canadensis |
|  |                             |
|  | Pachyrhinosaurus lakustai   |
|  |                             |
|  | Pachyrhinosaurus perotorum  |
|  |                             |

|  | Rubeosaurus                                              |
|  |                                                          |
|  | Styracosaurus                                            |
|  |                                                          |
|  | Coronosaurus                                             |
|  |                                                          |
|  | \| \| Centrosaurus \| \| \| \| \| \| Spinops \| \| \| \| |
|  |                                                          |
|  | Centrosaurus                                             |
|  |                                                          |
|  | Spinops                                                  |
|  |                                                          |

|  | Centrosaurus |
|  |              |
|  | Spinops      |
|  |              |

|                  | Achelousaurus |
|                  | |
| Pachyrhinosaurus | \| \| Pachyrhinosaurus canadensis \| \| \| \| \| \| Pachyrhinosaurus lakustai \| \| \| \| \| \| Pachyrhinosaurus perotorum \| \| \| \| |
|                  | \| \| Pachyrhinosaurus canadensis \| \| \| \| \| \| Pachyrhinosaurus lakustai \| \| \| \| \| \| Pachyrhinosaurus perotorum \| \| \| \| |
|                  | Pachyrhinosaurus canadensis |
|                  | |
|                  | Pachyrhinosaurus lakustai |
|                  | |
|                  | Pachyrhinosaurus perotorum |
|                  | |

|  | Pachyrhinosaurus canadensis |
|  |                             |
|  | Pachyrhinosaurus lakustai   |
|  |                             |
|  | Pachyrhinosaurus perotorum  |
|  |                             |

|                  | Achelousaurus |
|                  | |
| Pachyrhinosaurus | \| \| Pachyrhinosaurus canadensis \| \| \| \| \| \| Pachyrhinosaurus lakustai \| \| \| \| \| \| Pachyrhinosaurus perotorum \| \| \| \| |
|                  | \| \| Pachyrhinosaurus canadensis \| \| \| \| \| \| Pachyrhinosaurus lakustai \| \| \| \| \| \| Pachyrhinosaurus perotorum \| \| \| \| |
|                  | Pachyrhinosaurus canadensis |
|                  | |
|                  | Pachyrhinosaurus lakustai |
|                  | |
|                  | Pachyrhinosaurus perotorum |
|                  | |

|  | Pachyrhinosaurus canadensis |
|  |                             |
|  | Pachyrhinosaurus lakustai   |
|  |                             |
|  | Pachyrhinosaurus perotorum  |
|  |                             |

|  | Wendiceratops |
|  |               |
|  | Sinoceratops  |
|  |               |

|  | Rubeosaurus                                              |
|  |                                                          |
|  | Styracosaurus                                            |
|  |                                                          |
|  | Coronosaurus                                             |
|  |                                                          |
|  | \| \| Centrosaurus \| \| \| \| \| \| Spinops \| \| \| \| |
|  |                                                          |
|  | Centrosaurus                                             |
|  |                                                          |
|  | Spinops                                                  |
|  |                                                          |

|  | Centrosaurus |
|  |              |
|  | Spinops      |
|  |              |

|                  | Achelousaurus |
|                  | |
| Pachyrhinosaurus | \| \| Pachyrhinosaurus canadensis \| \| \| \| \| \| Pachyrhinosaurus lakustai \| \| \| \| \| \| Pachyrhinosaurus perotorum \| \| \| \| |
|                  | \| \| Pachyrhinosaurus canadensis \| \| \| \| \| \| Pachyrhinosaurus lakustai \| \| \| \| \| \| Pachyrhinosaurus perotorum \| \| \| \| |
|                  | Pachyrhinosaurus canadensis |
|                  | |
|                  | Pachyrhinosaurus lakustai |
|                  | |
|                  | Pachyrhinosaurus perotorum |
|                  | |

|  | Pachyrhinosaurus canadensis |
|  |                             |
|  | Pachyrhinosaurus lakustai   |
|  |                             |
|  | Pachyrhinosaurus perotorum  |
|  |                             |

|                  | Achelousaurus |
|                  | |
| Pachyrhinosaurus | \| \| Pachyrhinosaurus canadensis \| \| \| \| \| \| Pachyrhinosaurus lakustai \| \| \| \| \| \| Pachyrhinosaurus perotorum \| \| \| \| |
|                  | \| \| Pachyrhinosaurus canadensis \| \| \| \| \| \| Pachyrhinosaurus lakustai \| \| \| \| \| \| Pachyrhinosaurus perotorum \| \| \| \| |
|                  | Pachyrhinosaurus canadensis |
|                  | |
|                  | Pachyrhinosaurus lakustai |
|                  | |
|                  | Pachyrhinosaurus perotorum |
|                  | |

|  | Pachyrhinosaurus canadensis |
|  |                             |
|  | Pachyrhinosaurus lakustai   |
|  |                             |
|  | Pachyrhinosaurus perotorum  |
|  |                             |

|  | Rubeosaurus                                              |
|  |                                                          |
|  | Styracosaurus                                            |
|  |                                                          |
|  | Coronosaurus                                             |
|  |                                                          |
|  | \| \| Centrosaurus \| \| \| \| \| \| Spinops \| \| \| \| |
|  |                                                          |
|  | Centrosaurus                                             |
|  |                                                          |
|  | Spinops                                                  |
|  |                                                          |

|  | Centrosaurus |
|  |              |
|  | Spinops      |
|  |              |

|                  | Achelousaurus |
|                  | |
| Pachyrhinosaurus | \| \| Pachyrhinosaurus canadensis \| \| \| \| \| \| Pachyrhinosaurus lakustai \| \| \| \| \| \| Pachyrhinosaurus perotorum \| \| \| \| |
|                  | \| \| Pachyrhinosaurus canadensis \| \| \| \| \| \| Pachyrhinosaurus lakustai \| \| \| \| \| \| Pachyrhinosaurus perotorum \| \| \| \| |
|                  | Pachyrhinosaurus canadensis |
|                  | |
|                  | Pachyrhinosaurus lakustai |
|                  | |
|                  | Pachyrhinosaurus perotorum |
|                  | |

|  | Pachyrhinosaurus canadensis |
|  |                             |
|  | Pachyrhinosaurus lakustai   |
|  |                             |
|  | Pachyrhinosaurus perotorum  |
|  |                             |

|                  | Achelousaurus |
|                  | |
| Pachyrhinosaurus | \| \| Pachyrhinosaurus canadensis \| \| \| \| \| \| Pachyrhinosaurus lakustai \| \| \| \| \| \| Pachyrhinosaurus perotorum \| \| \| \| |
|                  | \| \| Pachyrhinosaurus canadensis \| \| \| \| \| \| Pachyrhinosaurus lakustai \| \| \| \| \| \| Pachyrhinosaurus perotorum \| \| \| \| |
|                  | Pachyrhinosaurus canadensis |
|                  | |
|                  | Pachyrhinosaurus lakustai |
|                  | |
|                  | Pachyrhinosaurus perotorum |
|                  | |

|  | Pachyrhinosaurus canadensis |
|  |                             |
|  | Pachyrhinosaurus lakustai   |
|  |                             |
|  | Pachyrhinosaurus perotorum  |
|  |                             |

|  | Wendiceratops |
|  |               |
|  | Sinoceratops  |
|  |               |

|  | Rubeosaurus                                              |
|  |                                                          |
|  | Styracosaurus                                            |
|  |                                                          |
|  | Coronosaurus                                             |
|  |                                                          |
|  | \| \| Centrosaurus \| \| \| \| \| \| Spinops \| \| \| \| |
|  |                                                          |
|  | Centrosaurus                                             |
|  |                                                          |
|  | Spinops                                                  |
|  |                                                          |

|  | Centrosaurus |
|  |              |
|  | Spinops      |
|  |              |

|                  | Achelousaurus |
|                  | |
| Pachyrhinosaurus | \| \| Pachyrhinosaurus canadensis \| \| \| \| \| \| Pachyrhinosaurus lakustai \| \| \| \| \| \| Pachyrhinosaurus perotorum \| \| \| \| |
|                  | \| \| Pachyrhinosaurus canadensis \| \| \| \| \| \| Pachyrhinosaurus lakustai \| \| \| \| \| \| Pachyrhinosaurus perotorum \| \| \| \| |
|                  | Pachyrhinosaurus canadensis |
|                  | |
|                  | Pachyrhinosaurus lakustai |
|                  | |
|                  | Pachyrhinosaurus perotorum |
|                  | |

|  | Pachyrhinosaurus canadensis |
|  |                             |
|  | Pachyrhinosaurus lakustai   |
|  |                             |
|  | Pachyrhinosaurus perotorum  |
|  |                             |

|                  | Achelousaurus |
|                  | |
| Pachyrhinosaurus | \| \| Pachyrhinosaurus canadensis \| \| \| \| \| \| Pachyrhinosaurus lakustai \| \| \| \| \| \| Pachyrhinosaurus perotorum \| \| \| \| |
|                  | \| \| Pachyrhinosaurus canadensis \| \| \| \| \| \| Pachyrhinosaurus lakustai \| \| \| \| \| \| Pachyrhinosaurus perotorum \| \| \| \| |
|                  | Pachyrhinosaurus canadensis |
|                  | |
|                  | Pachyrhinosaurus lakustai |
|                  | |
|                  | Pachyrhinosaurus perotorum |
|                  | |

|  | Pachyrhinosaurus canadensis |
|  |                             |
|  | Pachyrhinosaurus lakustai   |
|  |                             |
|  | Pachyrhinosaurus perotorum  |
|  |                             |

|  | Rubeosaurus                                              |
|  |                                                          |
|  | Styracosaurus                                            |
|  |                                                          |
|  | Coronosaurus                                             |
|  |                                                          |
|  | \| \| Centrosaurus \| \| \| \| \| \| Spinops \| \| \| \| |
|  |                                                          |
|  | Centrosaurus                                             |
|  |                                                          |
|  | Spinops                                                  |
|  |                                                          |

|  | Centrosaurus |
|  |              |
|  | Spinops      |
|  |              |

|                  | Achelousaurus |
|                  | |
| Pachyrhinosaurus | \| \| Pachyrhinosaurus canadensis \| \| \| \| \| \| Pachyrhinosaurus lakustai \| \| \| \| \| \| Pachyrhinosaurus perotorum \| \| \| \| |
|                  | \| \| Pachyrhinosaurus canadensis \| \| \| \| \| \| Pachyrhinosaurus lakustai \| \| \| \| \| \| Pachyrhinosaurus perotorum \| \| \| \| |
|                  | Pachyrhinosaurus canadensis |
|                  | |
|                  | Pachyrhinosaurus lakustai |
|                  | |
|                  | Pachyrhinosaurus perotorum |
|                  | |

|  | Pachyrhinosaurus canadensis |
|  |                             |
|  | Pachyrhinosaurus lakustai   |
|  |                             |
|  | Pachyrhinosaurus perotorum  |
|  |                             |

|                  | Achelousaurus |
|                  | |
| Pachyrhinosaurus | \| \| Pachyrhinosaurus canadensis \| \| \| \| \| \| Pachyrhinosaurus lakustai \| \| \| \| \| \| Pachyrhinosaurus perotorum \| \| \| \| |
|                  | \| \| Pachyrhinosaurus canadensis \| \| \| \| \| \| Pachyrhinosaurus lakustai \| \| \| \| \| \| Pachyrhinosaurus perotorum \| \| \| \| |
|                  | Pachyrhinosaurus canadensis |
|                  | |
|                  | Pachyrhinosaurus lakustai |
|                  | |
|                  | Pachyrhinosaurus perotorum |
|                  | |

|  | Pachyrhinosaurus canadensis |
|  |                             |
|  | Pachyrhinosaurus lakustai   |
|  |                             |
|  | Pachyrhinosaurus perotorum  |
|  |                             |

|  | Yehuecauhceratops |
|  |                   |
|  | Nasutoceratops    |
|  |                   |
|  | Avaceratops       |
|  |                   |

A saliência única e áspera do esquamosal de Yehuecauhceratops só é vista entre centrossauríneos em Menefeeceratops da muito anterior Formação Menefee do Novo México, e Crittendenceratops, da igualmente anterior Formação Fort Crittenden do Arizona. No entanto, como esses espécimes estão separados no tempo por mais de um milhão de anos, é improvável que pertençam ao mesmo gênero. Além disso, o espécime UMNH VP16704, referido como o "crânio do bico do mamilo", também se assemelha a Yehuecauhceratops e Menefeeceratops por ter uma extremidade em forma de leque do esquamosal, embora não tenha essa protuberância singular.

## Paleoecologia

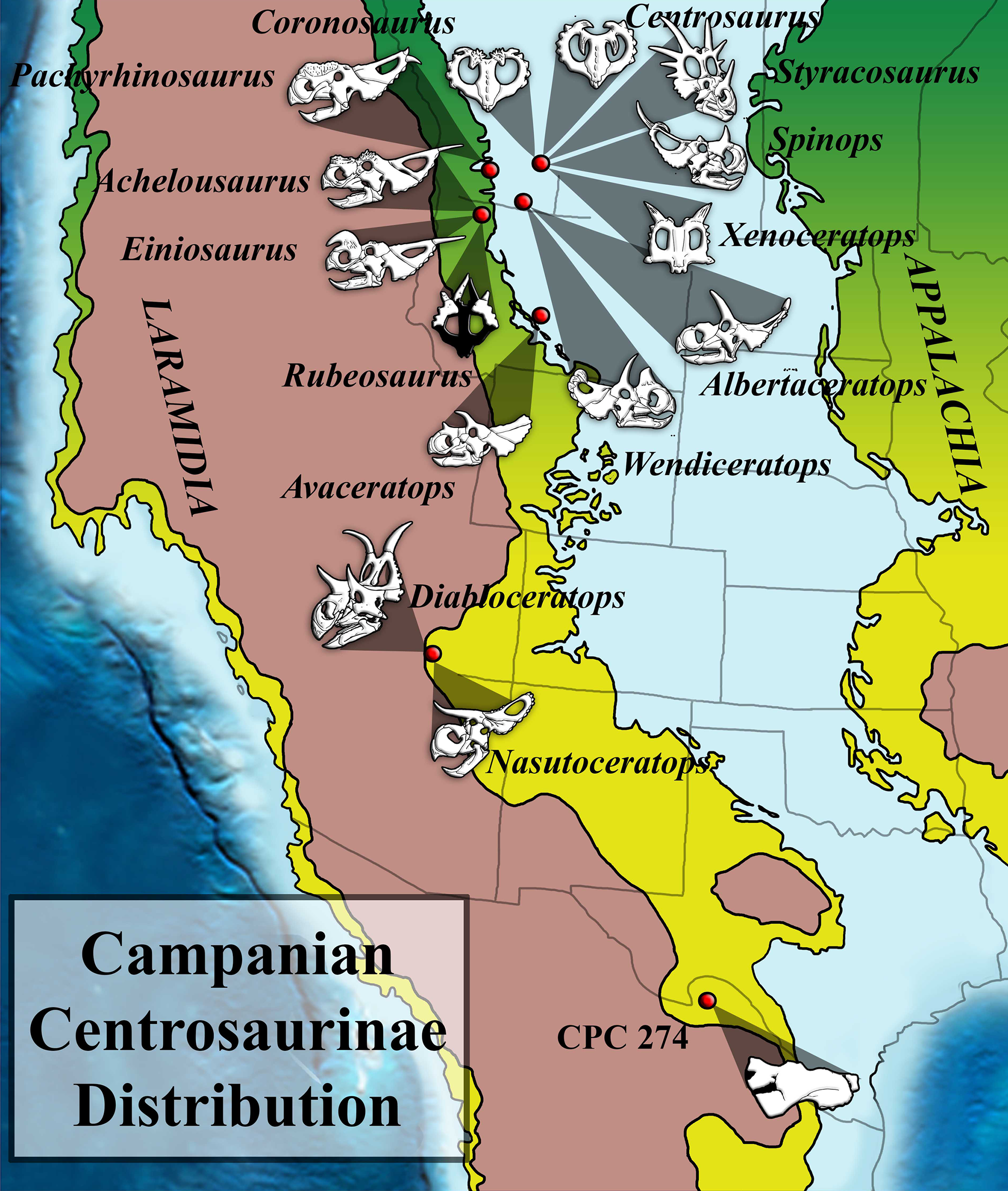
Restos de centrossauríneos sobrepostos a um mapa da América do Norte Campaniana; Yehuecauhceratops (CPC 274) na parte inferior

O ambiente em que Yehuecauhceratops viveu, correspondendo à parte inferior da Formação Aguja superior, teria sido um pântano costeiro de água doce a salobra e planície de inundação que fazia parte de um delta de rio. Os sedimentos também registram a presença de lagos marginais e alguns depósitos marinhos costeiros. Embora os estratos mexicanos da Formação Aguja não tenham sido solidamente datados, a datação de outros depósitos pertencentes às Formações Aguja e Cerro del Pueblo contemporâneas produziu intervalos de datas que se sobrepõem em torno de 72,5 Ma. No México, a diversidade de animais na Formação Aguja é um tanto limitada. Além de Yehuecauhceratops, outros restos descobertos incluem o chasmosaurine Agujaceratops mavericus,, dentes de paquicefalossauro; grandes tíbias de hadrossaurídeos; dentes de crocodilo; e fragmentos de conchas de tartarugas baenídeos e trioniquídeos.
De depósitos contemporâneos da Formação Aguja no Texas, são conhecidos vários dinossauros; eles incluem o casmossauríneo Agujaceratops mariscalensis, o saurolofíneo Kritosaurus, o paquicefalossauro Texacephale e o táxon dentário Richardoestesia, bem como lambeossauros, nodossauros, tiranossauros, ornitomimídeos, caenagnatídeos e dromeossauros sem nome.  Os não dinossauros incluem o jacaré gigante Deinosuchus' e um goniofolidídeo; os escamados Odaxosaurus, Proxestops, Restes, Sauriscus e vários táxons sem nome; as tartarugas "Baena" e "Aspideretes", bem como um quelônio adicional; os anfíbios Albanerpeton, um scapherpetonídeo, uma salamandra e um sapo; os mamíferos Cimolomys, Meniscoessus, Cimolodon, Alphadon, Turgidodon, Pediomys, Gallolestes e outros; vários peixes ósseos; e os peixes cartilaginosos Hybodus, Lissodus, Scapanorhynchys, Onchopristis, Ischyrhiza, Squatirhina, Ptychotrygon e outros.
Embora os ceratopsídeos sejam muito comuns em depósitos laramidianos ao norte do Colorado, há muito poucos deles do sul, e ainda menos deles realmente preservam qualquer material diagnóstico. Os centrossaurídeos, apesar de seu material limitado, parecem ter sido um pouco mais comuns no sul. No entanto, vários casmossauríneos também são conhecidos do México, nomeadamente Agujaceratops mavericus e Coahuilaceratops magnacuerna (da Formação Cerro de Pueblo). Isso é consistente com uma provável separação da flora relacionada ao clima entre as partes norte e sul de Laramidia durante o Campaniano. Particularmente, na Formação Aguja do Texas, as dicotiledôneas Metcalfeoxylon e Agujoxylon eram predominantes. Em contraste, as plantas coníferas são mais abundantes nas regiões do norte. Dentro da fauna Aguja, Yehuecauhceratops era relativamente pequeno em comparação com o gigante Coahuilaceratops, com Agujaceratops no meio; isso sugere algum nível de partição de dieta baseada no tamanho entre os três ceratopsídeos.,